# Liste der Biografien/Pap
Liste der Biografien |
Portal Biografien |
Personensuche
# |
A |
B |
C |
D |
E |
F |
G |
H |
I |
J |
K |
L |
M |
N |
O |
P |
Q |
R |
S |
T |
U |
V |
W |
X |
Y |
Z |
?
 
Pa |
Pc |
Pe |
Pf |
Ph |
Pi |
Pj |
Pk |
Pl |
Pm |
Pn |
Po |
Pr |
Ps |
Pt |
Pu |
Pv |
Pw |
Py
 
Paa |
Pab |
Pac |
Pad |
Pae |
Paf |
Pag |
Pah |
Pai |
Paj |
Pak |
Pal |
Pam |
Pan |
Pao |
Pap |
Paq |
Par |
Pas |
Pat |
Pau |
Pav |
Paw |
Pax |
Pay |
Paz
Die Liste der Biografien führt alle Personen auf, die in der deutschsprachigen Wikipedia einen Artikel haben. Dieses ist eine Teilliste mit 697 Einträgen von Personen, deren Namen mit den Buchstaben „Pap“ beginnt.

## Pap
- Pap, Béla (1845–1916), ungarischer Feldmarschallleutnant und Landesverteidigungsminister
- Pap, Eszter (* 1993), ungarische Triathletin
- Pap, Gyula (1899–1983), ungarischer Maler, Lithograf, Silberschmied, Designer, Hochschullehrer und Bauhausschüler
- Pap, Gyula (1959–2019), ungarischer Mathematiker
- Pap, Gyula (* 1991), ungarischer Schachmeister
- Pap, János (1925–1994), ungarischer kommunistischer Politiker, Mitglied des Parlaments
- Pap, Jenő (* 1951), ungarischer Fechter
- Pap, Károly (* 1897), ungarischer Schriftsteller
- Pap, Kristóf (* 1998), ungarischer Weitspringer
- Pap, Márk (* 2002), ungarischer Sprinter

### Papa
- Papa A.P. (* 1981), kanadischer Reggaetonsänger und Produzent
- Papa Diabaté, guineischer Griot, Koraspieler und Gitarrist
- Papa French (1910–1977), US-amerikanischer Jazz-Bandleader und Banjospieler
- Papa George (* 1953), britischer Bluesgitarrist, Sänger und Songwriter
- Papa Mfumu’Eto 1er (* 1963), kongolesischer Comiczeichner und Maler
- Papa Molina (1925–2020), dominikanischer Komponist
- Papa San (* 1966), jamaikanischer Reggae-, Dancehall- und Gospelsänger
- Papa, Achille (1863–1917), italienischer General
- Papa, Benigno Luigi (1935–2023), italienischer Ordensgeistlicher, römisch-katholischer Erzbischof von Tarent
- Papa, BJ (1936–2008), US-amerikanischer Jazzpianist, Musikpädagoge und Komponist
- Papa, Clement (* 1971), papua-neuguineischer römisch-katholischer Geistlicher, Erzbischof von Mount Hagen
- Papa, Drago (* 1984), kroatischer Fußballspieler
- Papa, Gonzalo (* 1989), uruguayischer Fußballspieler
- Papa, Lucius (1566–1632), Schweizer reformierter Geistlicher und Bibelübersetzer
- Papa, Piero del (1938–2018), italienischer Boxer
- Papa, Rab († 375), Amoräer
- Papa, Spencer (* 1995), US-amerikanischer Tennisspieler
- Papac, Benjamin (* 1993), US-amerikanischer Theater- und Filmschauspieler
- Papac, Saša (* 1980), bosnisch-herzegowinischer Fußballspieler
- Papachristos, Stergios (* 1989), griechischer Ruderer
- Papachristou, Georgios (* 1883), griechischer Tauzieher
- Papachristou, Paraskevi (* 1989), griechische Weit- und Dreispringerin
- Papadáki, Christína (* 1973), griechische Tennisspielerin
- Papadakis, Andreas (1938–2008), zyprisch-britischer Architekturkritiker
- Papadakis, Dimitris (* 1966), griechisch-zypriotischer Politiker (Kinima Sosialdimokraton), MdEP
- Papadakis, Gabriella (* 1995), französische EiskunstläuferinGabriella Papadakis (* 1995)

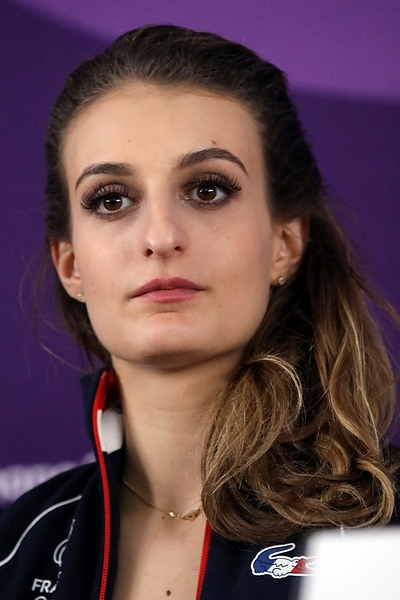
Gabriella Papadakis (* 1995)

- Papadakis, Konstantinos (* 1975), griechischer Politiker
- Papadakis, Lena (* 1998), deutsche Tennisspielerin
- Papadatos, Alecos (* 1959), griechischer Graphiker
- Papadiamantis, Alexandros (1851–1911), griechischer Schriftsteller
- Papadias, Charalambos (* 1975), griechischer Sprinter
- Papadimitriou, Alexandros (* 1973), griechischer Hammerwerfer
- Papadimitriou, Christos (* 1949), griechischer Informatiker
- Papadimitriou, Christos (* 1994), griechischer Fußballspieler
- Papadimitriou, Ioannis (1904–1963), griechischer Klassischer Archäologe
- Papadimitriou, Lydia (* 1966), griechische Filmwissenschaftlerin
- Papadimitriou, Makis (* 1975), griechischer Schauspieler
- Papadimitriou, Sakis (* 1940), griechischer Pianist, Rundfunkmoderator und Publizist
- Papadimitriou, Vasilios (* 1948), griechischer Hochspringer
- Papadimos, Loukas (* 1947), griechischer Ökonom, Vizepräsident der Europäischen Zentralbank; griechischer Regierungschef (2011–2012)
- Papadimoulis, Dimitrios (* 1955), griechischer Politiker, MdEP
- Papadogeorgou, Elisabeth Drejenstam (* 2007), schwedische Kinderdarstellerin
- Papadopoli Aldobrandini, Nicolò (1841–1922), italienischer Politiker, Unternehmer und Numismatiker
- Papadopoli, Nicolaus Comnenus (1655–1740), italienischer Kirchenrechtler und Historiker griechischer Herkunft
- Papadopoulos, Alexandros (1936–2023), griechisch-orthodoxer Geistlicher und Erzbischof
- Papadopoulos, Antonios (* 1999), deutscher FußballspielerAntonios Papadopoulos (* 1999)

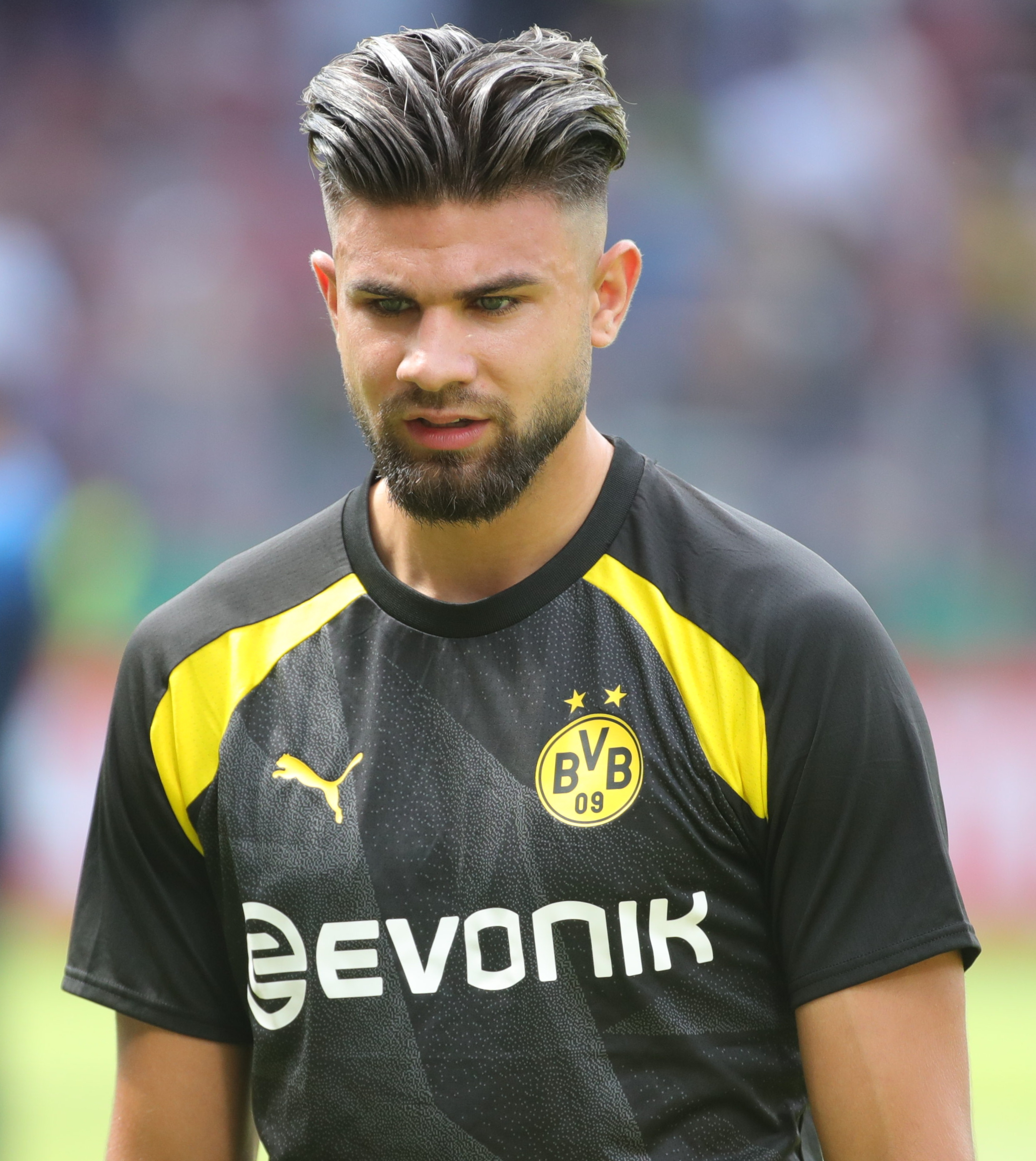
Antonios Papadopoulos (* 1999)

- Papadopoulos, Avraam (* 1984), griechischer Fußballspieler
- Papadopoulos, Dimitrios (* 1981), griechischer Fußballspieler
- Papadopoulos, Emmanouil († 1810), griechischer Offizier in Diensten des Russischen Kaiserreichs
- Papadopoulos, Evangelos (* 1974), deutsch-griechischer Künstler
- Papadopoulos, George (* 1987), US-amerikanischer politischer Berater
- Papadopoulos, Georgios (1919–1999), griechischer Offizier und Politiker
- Papadopoulos, Giannis (* 1989), griechischer Fußballspieler
- Papadopoulos, Gregor Otto (* 1973), griechisch-deutscher Konzert- und Opernsänger (Bariton) sowie Gesangspädagoge
- Papadopoulos, Konstantinos (* 1983), griechischer Gewichtheber
- Papadopoulos, Kyriakos († 2018), griechischer Kapitän und Seenotretter
- Papadopoulos, Kyriakos (* 1992), griechischer FußballspielerKyriakos Papadopoulos (* 1992)

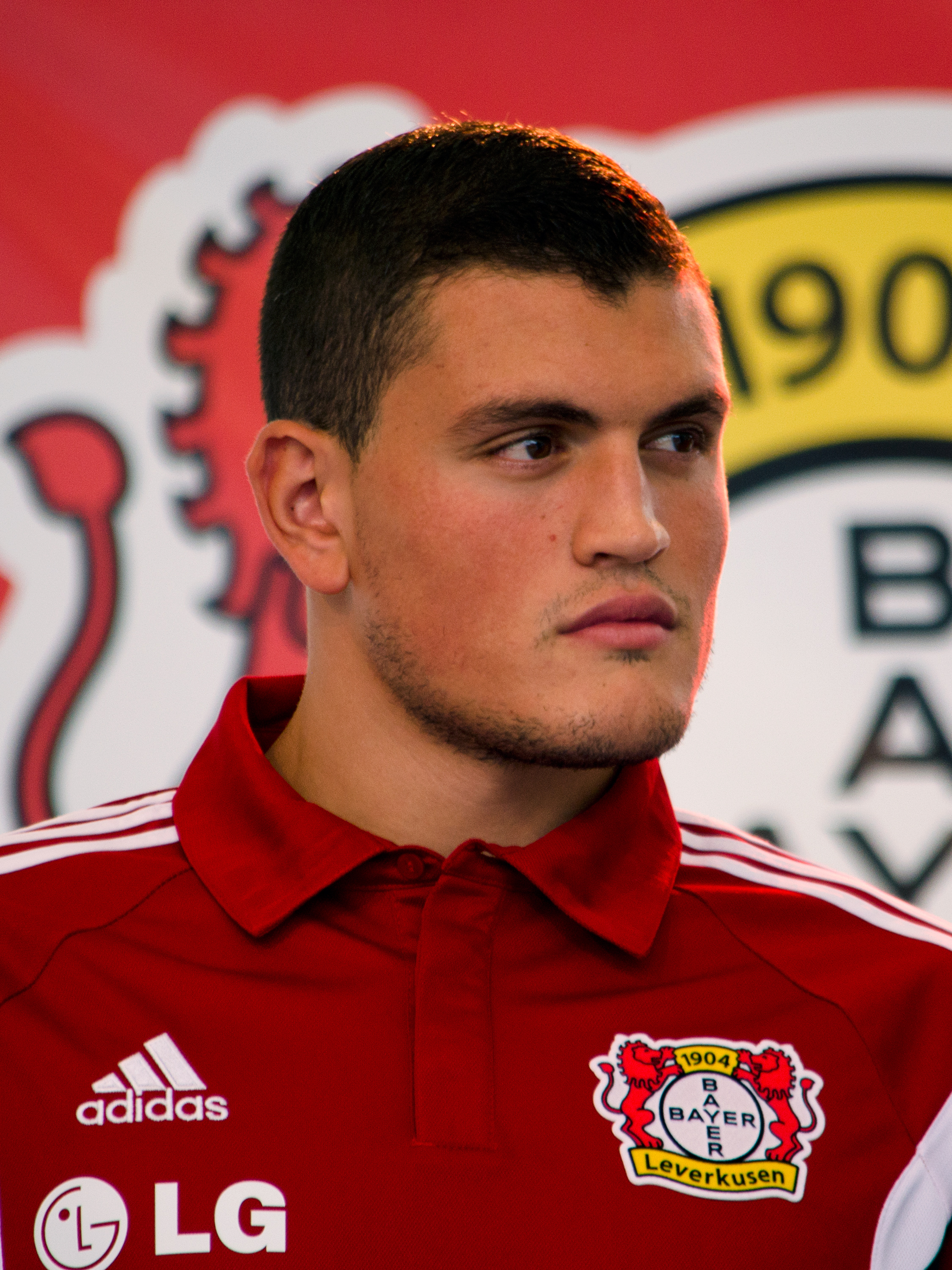
Kyriakos Papadopoulos (* 1992)

- Papadopoulos, Lazaros (* 1980), griechischer Basketballspieler
- Papadopoulos, Marios (* 1954), zypriotisch-britischer Dirigent und Pianist
- Papadopoulos, Nikos (* 1990), griechischer Fußballtorhüter
- Papadopoulos, Tassos (1934–2008), zyprischer Jurist und Politiker, Präsident der Republik Zypern
- Papadopoulos, Vasilis (* 1995), griechischer Fußballspieler
- Papadopoulos, Vyron (* 1986), griechischer Handballspieler
- Papadopoulou, Anastasia (* 1977), deutsch-griechische Schauspielerin
- Papadopoulou, Aneza (1955–2022), griechische Theater- und Filmschauspielerin
- Papadopoulou, Antigoni (* 1954), zypriotische Politikerin (Dimokratiko Komma), MdEP
- Papadopoulou, Maria (* 1980), zyprische Schwimmerin
- Papadopoulou, Paschalina (* 2000), griechische Leichtathletin
- Papadopoulou, Persefoni (1889–1948), zyprische Frauenrechtlerin, Autorin, Lyrikerin und Pädagogin
- Papadopoulou, Sofia (* 1983), griechische Seglerin
- Papadopulo, Giuseppe (* 1948), italienischer Fußballspieler und -trainer
- Papadopulos, Fotios (* 1954), griechischer Fußballspieler
- Papadopulos, Michal (* 1985), tschechischer Fußballspieler
- Papadopulos, Panos (1920–2001), deutsch-griechischer Schauspieler
- Papadovasilaki, Anastasia (* 2006), zypriotische Leichtathletin
- Papafloratos, Stelios (* 1954), griechischer Fußballtorhüter
- Papafotiou, Athina (* 1989), griechische Volleyballspielerin
- Papageorge, Tod (* 1940), US-amerikanischer Fotograf
- Papageorgiou, Athanasios (* 1943), griechischer Volleyballtrainer und Autor
- Papageorgiou, Konstantinos (* 1979), griechischer Tischtennisspieler
- Papageorgiou, Pausanias (* 1978), griechischer Jurist und Politiker
- Papageorgiou, Vasilios, griechischer Kugelstoßer, Diskuswerfer, Speerwerfer und Steinstoßer
- Papageorgopoulos, Vasilis (* 1947), griechischer Sprinter und Politiker
- Papageridis, Dimitrios (* 1986), griechischer Gewichtheber
- Papagiannis, Georgios (* 1997), griechischer Basketballspieler
- Papagiannis, Petros (* 2005), griechischer Leichtathlet
- Papagiannis, Theodoros (* 1942), griechischer Bildhauer
- Papagiannopoulou, Eftychia (1893–1972), griechische Liedertexterin und Lyrikerin
- Papagiannopoulus, Sotirios (* 1990), schwedischer Fußballspieler
- Papagos, Alexandros (1883–1955), griechischer PolitikerAlexandros Papagos (1883–1955)

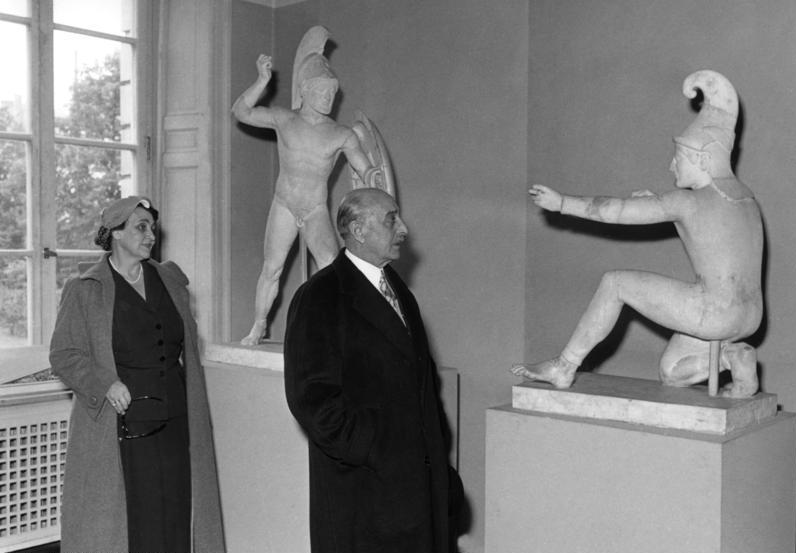
Alexandros Papagos (1883–1955)

- Papahagi, Marian (1948–1999), rumänischer Romanist, Italianist, Rumänist und Literaturkritiker
- Papahagi, Tache (1892–1977), rumänischer Romanist und Volkskundler aromunischer Herkunft
- Papai, numidischer Eisenhandwerker
- Pápai, Emőke (* 2003), ungarische Fußballspielerin
- Papai, Georg (* 1973), österreichischer Politiker (SPÖ) und Bezirksvorsteher
- Pápai, Joci (* 1981), ungarischer Sänger
- Pápai, Lajos (* 1940), ungarischer Geistlicher, emeritierter römisch-katholischer Bischof von Győr
- Pápai, Márton (* 1995), ungarischer Leichtathlet
- Papaiani, Sebastian (1936–2016), rumänischer Schauspieler
- Papaioannou, Antonios, griechischer Turner
- Papaioannou, Giannis (1910–1989), griechischer Komponist
- Papaioannou, Ioannis (* 1976), griechischer Schachspieler
- Papaioannou, Petros (* 2003), griechischer Leichtathlet
- Papaioannou, Ramona (* 1989), zyprische Sprinterin
- Papaioannou, Voula (1898–1990), griechische Fotografin
- Papajewski, Helmut (1903–1987), deutscher Anglist
- Papajohn, Michael (* 1964), US-amerikanischer Schauspieler und Stuntman
- Papajorgji, Fiona (* 1976), albanische Juristin
- Papajorgji, Harilla (1933–2019), albanischer Politiker, Professor für Wirtschaftswissenschaften und Staatsmann
- Papak, persischer Kleinkönig
- Papakaliatis, Christoforos (* 1975), griechischer Schauspieler, Regisseur und Drehbuchautor
- Papaker, Ozan (* 1996), türkischer Fußballspieler
- Papakonstantinou, Antonios (* 1999), griechischer Ruderer
- Papakonstantinou, Dimitris (* 1957), deutsch-griechischer Schriftsteller und Übersetzer
- Papakonstantinou, Giorgos (* 1961), griechischer Wirtschaftswissenschaftler und Politiker, MdEP
- Papakonstantinou, Konstantinos (1907–1989), griechischer Politiker
- Papakonstantinou, Michalis (1919–2010), griechischer Außen- und Verteidigungsminister
- Papakonstantinou, Thanasis (* 1959), griechischer Singer-Songwriter
- Papakonstantinou, Vasilis (* 1950), griechischer Rock-MusikerVasilis Papakonstantinou (* 1950)

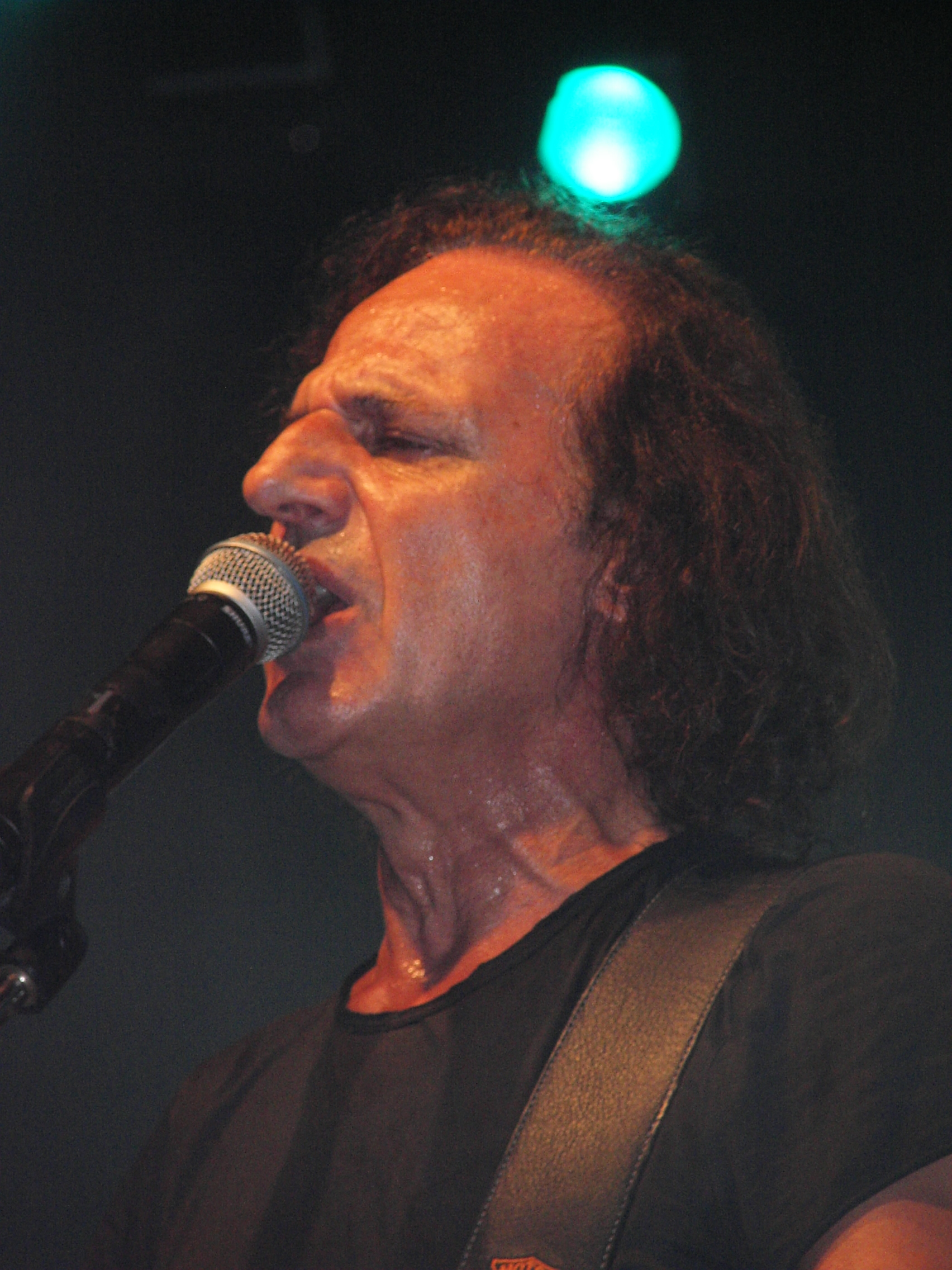
Vasilis Papakonstantinou (* 1950)

- Papakonstantinou, Zinon, griechischer Althistoriker
- Papakostas, Lambros (* 1969), griechischer Hochspringer
- Papakostopoulos, Kostas (* 1962), griechisch-deutscher Theaterregisseur und Dramatiker
- Papakura, Makereti (1873–1930), Māori-Anthropologin
- Papakyriakopoulos, Christos (1914–1976), griechischer Mathematiker
- Papalekas, Johannes (1924–1996), griechisch-deutscher Hochschullehrer und Soziologe
- Papaleksi, Nikolai Dmitrijewitsch (1880–1947), sowjetischer Hochfrequenztechniker
- Papaleo, Raúl (* 1971), puerto-ricanischer Beachvolleyballspieler
- Papalexopoulou, Kalliopi (1809–1899), griechischer Oppositioneller gegen König Otto
- Papalia, Claudio, italienischer Filmemacher
- Papalia, Melanie (* 1984), kanadische Schauspielerin
- Papaligouras, Panagiotis (1917–1993), griechischer Politiker
- Papaloukas, Spyros (1892–1957), griechischer Maler
- Papaloukas, Theodoros (* 1977), griechischer Basketballspieler
- Papamakarios, Manolis (* 1980), griechischer Basketballspieler
- Papamalamis, Théo (* 2006), französischer Tennisspieler
- Papamanolis, Frangiskos (1936–2023), griechischer römisch-katholischer Ordensgeistlicher und Bischof von Syros, Santorini, Apostolischer Administrator von Kreta
- Papamatthäou-Matschke, Danae (* 1988), deutsch-griechische Violinistin
- Papamichael, Phedon (* 1962), griechischer Kameramann und Regisseur
- Papamichail, Alexandros (* 1988), griechischer Geher
- Papamichail, Despina (* 1993), griechische Tennisspielerin
- Papan (* 1943), deutscher Cartoonist
- Papană, Alexandru (1906–1946), rumänischer Pilot und Bobfahrer
- Papanastasiou, Alexandros (1876–1936), griechischer Politiker und Ministerpräsident
- Papanastasiou, Alexandros (* 1999), griechischer Wasserballer
- Papanastasiou, Anastasios (* 1967), griechischer Wasserballer
- Papanastasiou, Kostas (1937–2021), griechischer Schauspieler, Sänger, Dichter und GastronomKostas Papanastasiou (1937–2021)

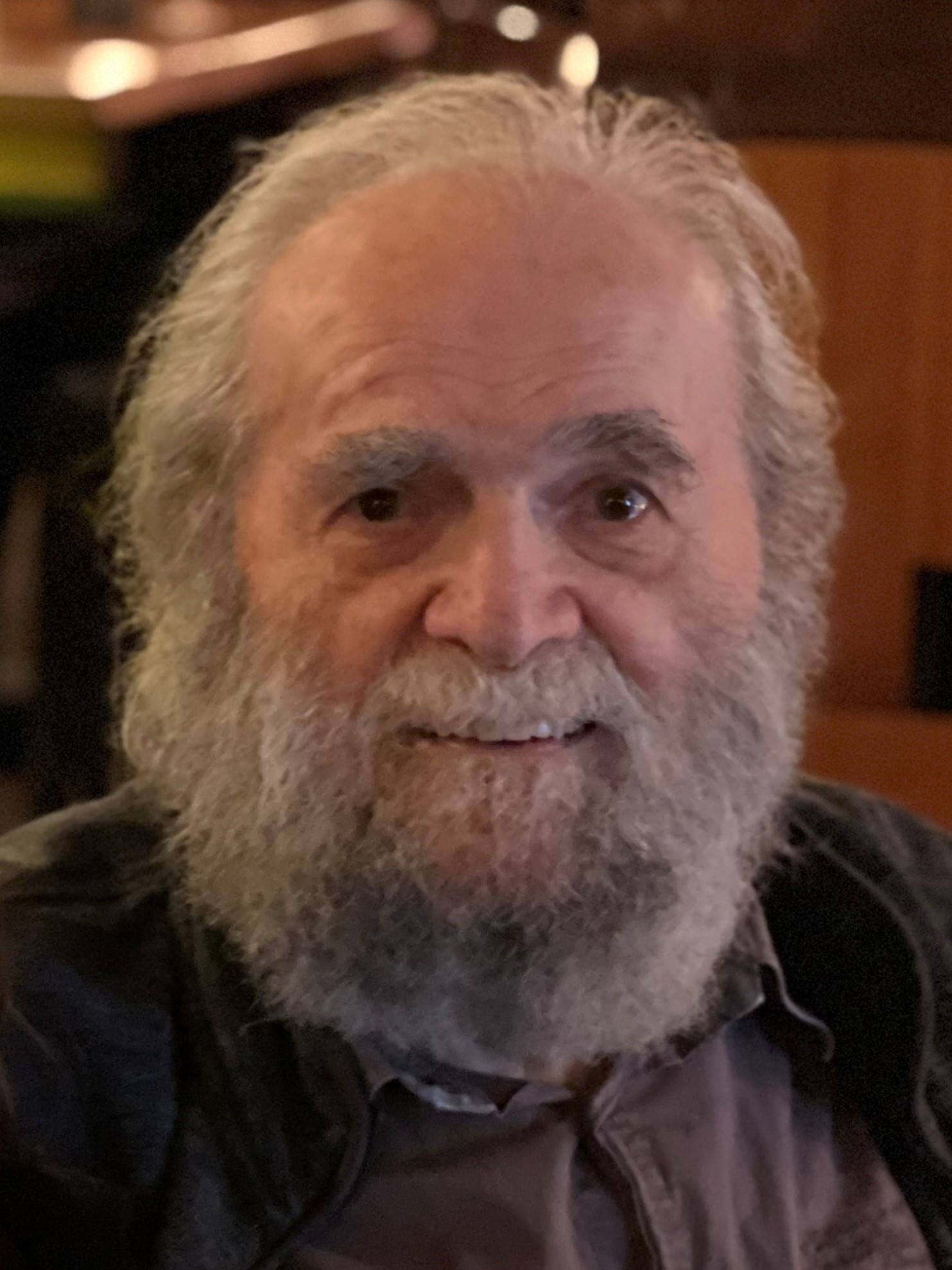
Kostas Papanastasiou (1937–2021)

- Papanastasiou, Marc, deutscher Schauspieler und Synchronsprecher
- Papandopulo, Boris (1906–1991), jugoslawischer Komponist und Dirigent
- Papandreou, Andreas (1919–1996), griechischer Premierminister
- Papandreou, Damaskinos (1891–1949), Erzbischof von Athen und griechischer Premierminister
- Papandreou, Damaskinos (1936–2011), orthodoxer Erzbischof und Metropolit in Genf
- Papandreou, Elena (* 1966), griechische Gitarristin
- Papandreou, Georgios (1888–1968), griechischer Politiker
- Papandreou, Giorgos A. (* 1952), griechischer Politiker und Premierminister (2009–2011)
- Papandreou, Vasso (1944–2024), griechische Politikerin
- Papanek, Ernst (1900–1973), austroamerikanischer Pädagoge, Sozialist, Retter jüdischer Kinder im Zweiten Weltkrieg und Professor für Erziehungswissenschaft
- Papanek, Gustav Fritz (1926–2022), austroamerikanischer Ökonom und Hochschullehrer
- Papanek, Helene (1901–1985), austroamerikanische Ärztin und Psychologin
- Papánek, Juraj (1738–1802), slowakischer katholischer Geistlicher und Historiker
- Papanek, Victor (1923–1998), österreichisch-amerikanischer Designer und Designtheoretiker
- Papanetzová, Lucia (* 1978), slowakische Komponistin
- Papangelou, Fredos (* 1939), griechischer Mathematiker
- Papanicolaou, George (* 1943), griechisch-US-amerikanischer Mathematiker
- Papanicolaou, George N. (1883–1962), griechisch-amerikanischer Arzt und Pathologe
- Papanicolaou, Nicholas F. S. (* 1949), griechisch-US-amerikanischer Unternehmer
- Papanicolas, Costas N. (* 1950), zyprischer Physiker
- Papanikolaou, Christos (* 1941), griechischer Stabhochspringer
- Papanikolaou, Dimitris (* 1977), griechischer Basketballspieler
- Papanikolaou, Georgios (* 1977), griechischer Politiker der Nea Dimokratia, MdEP
- Papanikolaou, Giannis (* 1998), griechischer Fußballspieler
- Papanikolaou, Ioannis Pavlos († 2010), griechischer Unternehmer und Reeder
- Papanikolaou, Kostas (* 1990), griechischer Basketballspieler
- Papanin, Iwan Dmitrijewitsch (1894–1986), sowjetischer Polarforscher
- Papanoutsos, Evangelos P. (1900–1982), griechischer Pädagoge, Lehrer, Philosoph, Essayist und Übersetzer
- Papanow, Anatoli Dmitrijewitsch (1922–1987), russischer Schauspieler
- Papanti, Giovanni (1830–1893), italienischer Bibliograf, Bibliophiler, Novellenforscher und Dialektologe
- Papanti-Pelletier, Paolo, italienischer Rechtswissenschaftler
- Papantoniou, Giannos (* 1949), griechischer Politiker, MdEP
- Papantoniou, Nontas (* 1990), griechischer Basketballspieler
- Papapetropoulos, Periklis (* 1969), griechischer Komponist und Lautenist
- Papapetrou, Achille (1907–1997), griechisch-französischer theoretischer Physiker
- Papapetrou, Anastasios (* 1985), griechischer Fußballschiedsrichter
- Papapetrou, Ioannis (* 1994), griechischer Basketballspieler
- Papapetrou, Mihalis (* 1947), griechisch-zypriotischer Politiker
- Papaplatte (* 1997), deutscher Webvideoproduzent und StreamerPapaplatte (* 1997)

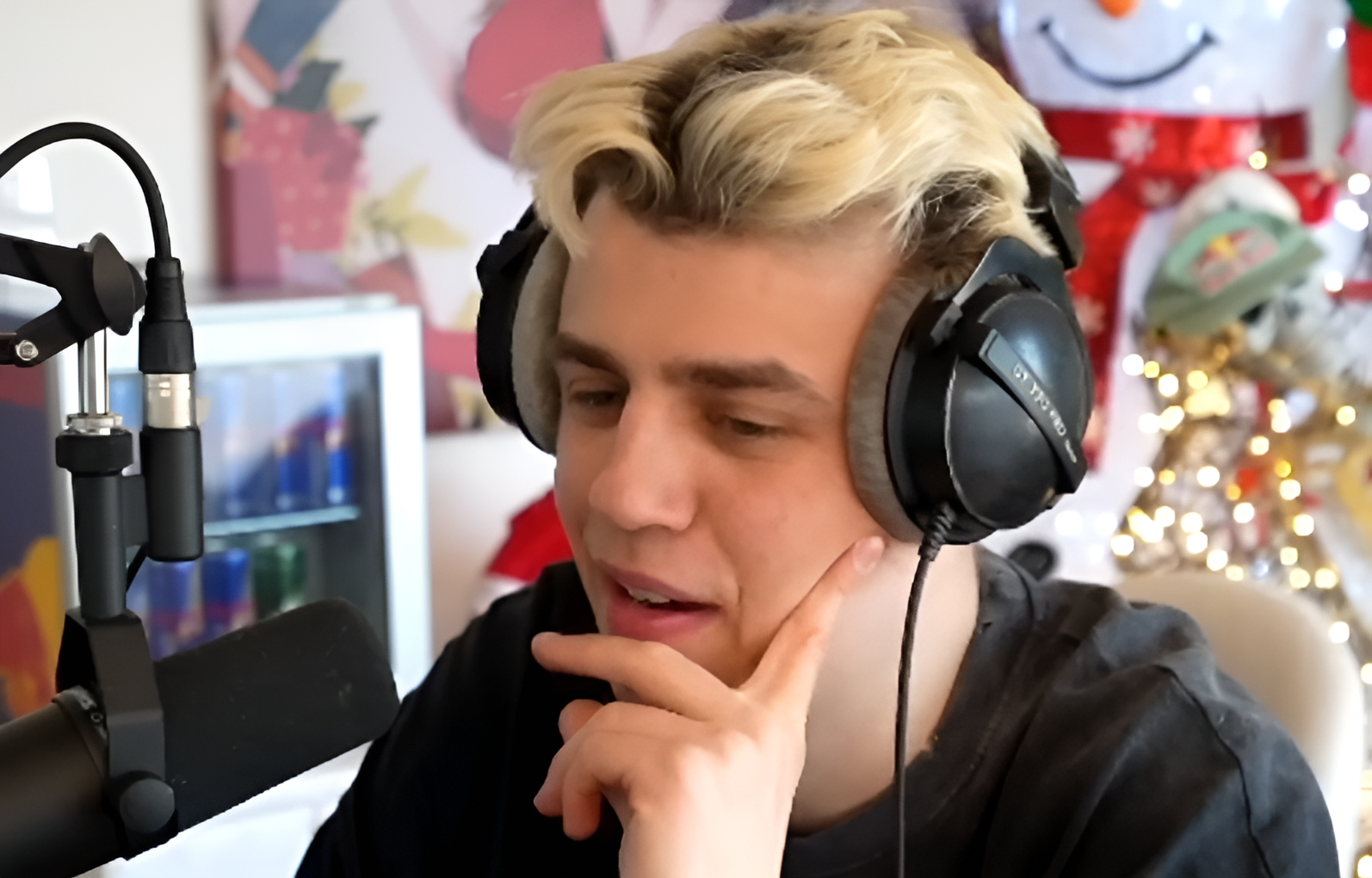
Papaplatte (* 1997)

- Paparella, Raffaele (1915–2001), italienischer Comiczeichner
- Paparelli, Frank (1917–1973), US-amerikanischer Jazzpianist, Komponist und Autor
- Paparesta, Gianluca (* 1969), italienischer Fußballschiedsrichter und -funktionär
- Papariga, Aleka (* 1945), griechische Politikerin und kommunistische Parteiführerin
- Paparisow, Atanas (* 1951), bulgarischer Diplomat und Politiker
- Paparizou, Elena (* 1982), griechische Sängerin
- Paparo, Samuel (* 1964), US-amerikanischer Admiral und Kommandeur des United States Indo-Pacific Command
- Paparoni, José Humberto (1920–1959), venezolanischer römisch-katholischer Geistlicher, Bischof von Barcelona
- Paparounas, Stefanos (* 1990), griechischer Wasserspringer
- Paparrigopoulos, Konstantinos (1815–1891), griechischer Historiker und Publizist
- Papart, Max (1911–1994), französischer Maler, Graphiker, Illustrator und Collage-Künstler
- Papas (353–374), König von Armenien
- Papas, Emmanouil (1773–1821), griechischer Kommandant im Unabhängigkeitskampf
- Papas, Irene (1926–2022), griechische SchauspielerinIrene Papas (1926–2022)

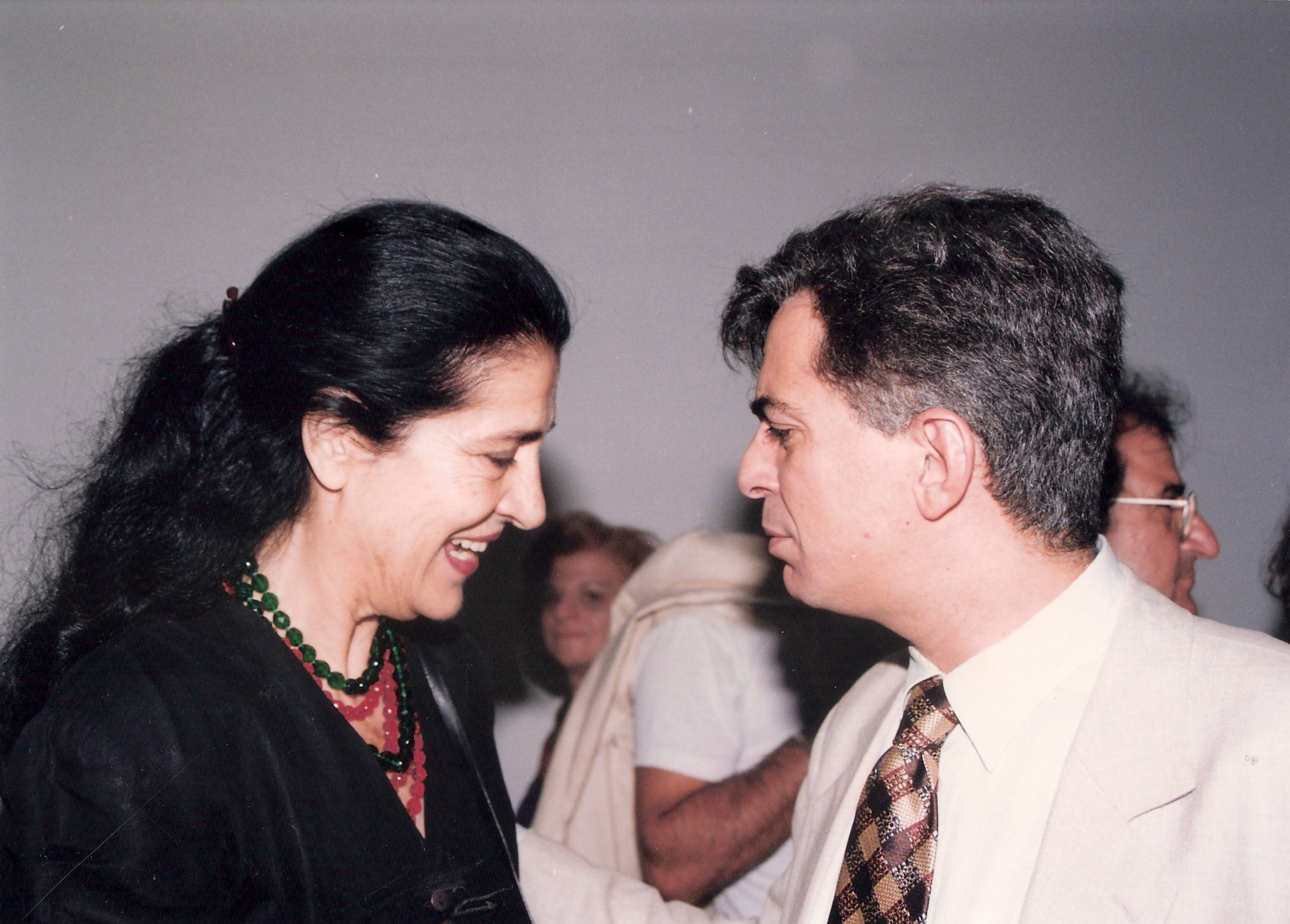
Irene Papas (1926–2022)

- Papas, Xiro (1933–1980), italienischer Schauspieler und Filmproduzent
- Papasavvas, Savvas (* 1969), zyprischer Jurist
- Papasergio, Jérémie (* 1972), französischer Fagottist
- Papasideris, Giorgos (1875–1920), griechischer Leichtathlet und Gewichtheber
- Papasjan, Wahan (* 1957), armenischer Außenminister und Botschafter
- Papasoff, Charles (* 1956), kanadischer Jazzmusiker und Filmschaffender
- Papasow, Iwo (* 1952), bulgarischer Klarinettist
- Papaspyrou, Ioannis (1922–2010), griechischer Politiker der PASOK
- Papastamkos, Georgios (* 1955), griechischer Rechtswissenschaftler und Politiker (Nea Dimokratia), MdEP
- Papasymeon, Eleftherios, griechischer Marathonläufer
- Papatakis, Nikos (1918–2010), französischer Filmregisseur, Filmproduzent, Drehbuchautor und SchauspielerNikos Papatakis (1918–2010)

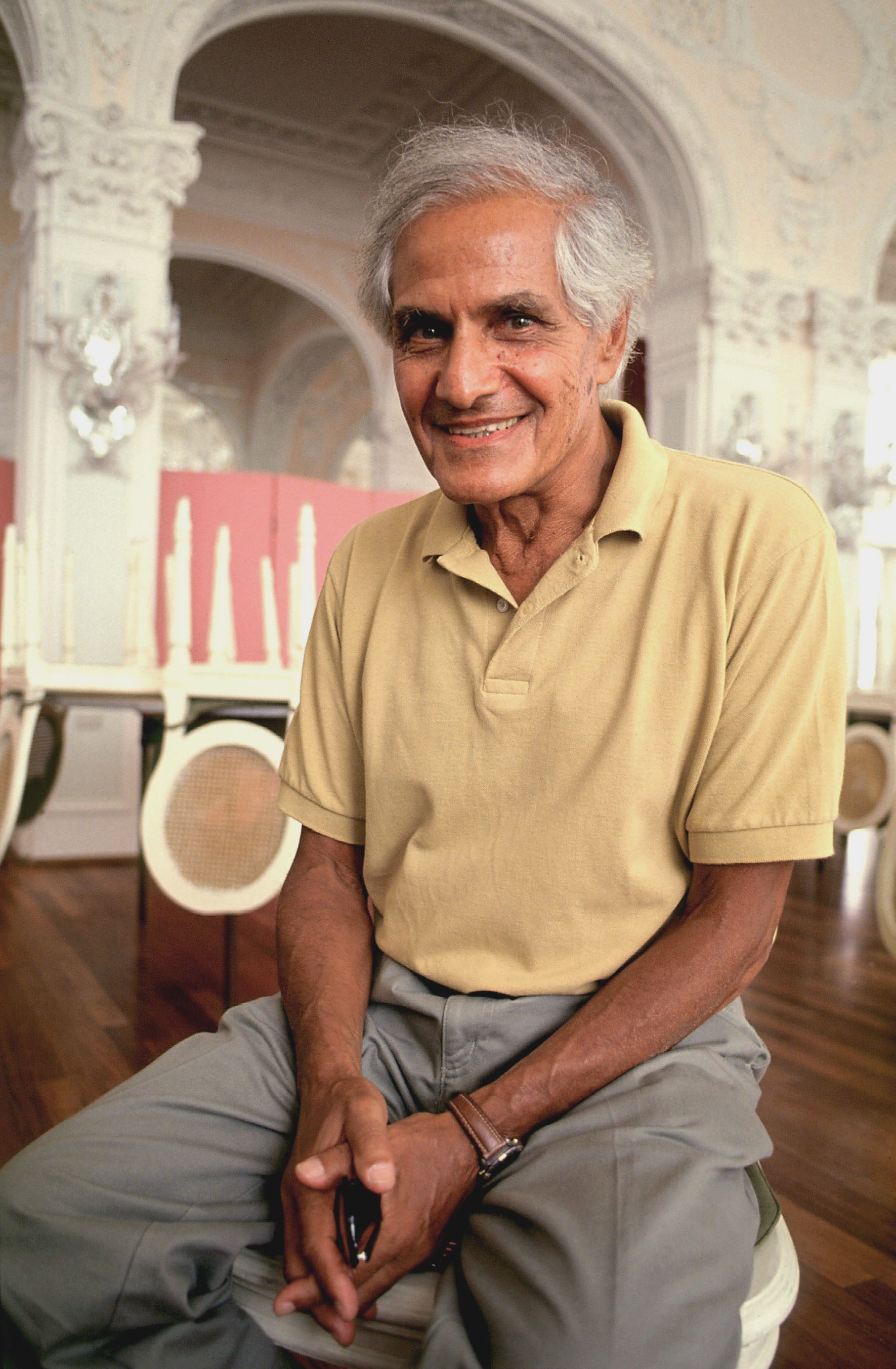
Nikos Papatakis (1918–2010)

- Papatheodorou, Ilias (* 1975), griechischer Basketballtrainer
- Papathomopoulos, Manolis (1930–2011), griechischer klassischer Philologe, Byzantinist und Neogräzist
- Papaux, Marcel (1960–2023), Schweizer Jazzschlagzeuger
- Papava, Ketevan, georgische Balletttänzerin
- Papavasiliou, Vasilis (1949–2025), griechischer Regisseur, Schauspieler, Autor und Übersetzer
- Papavassiliou, Jorgo (* 1968), deutsch-griechischer Filmregisseur und Drehbuchautor
- Pápay, Gyula (* 1939), deutscher Historiker
- Pápay, József (1873–1931), ungarischer Finnougrist
- Papayanni, Maria (* 1964), griechische Autorin von Kinder- und Jugendbüchern
- Papazarkadas, Nikolaos (* 1974), griechischer Klassischer Philologe
- Papazi, Amir (* 2001), montenegrinischer Speerwerfer
- Papazian, Alexandru, rumänischer Pokerspieler
- Papazoff, Georges (1894–1972), bulgarischer Maler und Schriftsteller
- Papazoglou, Anastasios (* 1988), griechischer Fußballspieler
- Papazoglou, Nikos (1948–2011), griechischer Sänger und Komponist
- Papazoglu, Fanula (1917–2001), aromunisch-stämmige jugoslawische Althistorikerin und Epigraphikerin
- Papazova-Anakieva, Irena (* 1974), nordmazedonische Forstwissenschaftlerin
- Papazyan, Artur (* 1992), amerikanisch-armenischer Pokerspieler
- Papazyan, Vahram (1892–1986), osmanischer Olympia-Mittelstreckenläufer

### Papc
- Papcke, Sven (* 1939), deutscher Soziologe
- Papczyński, Stanislaus (1631–1701), katholischer Priester und Ordensgründer

### Pape
- Pape, Alexander von (1813–1895), preußischer Generaloberst, Gouverneur von Berlin, Befehlshaber in den MarkenAlexander von Pape (1813–1895)
- Pape, Alexandro (* 1973), deutscher Koch

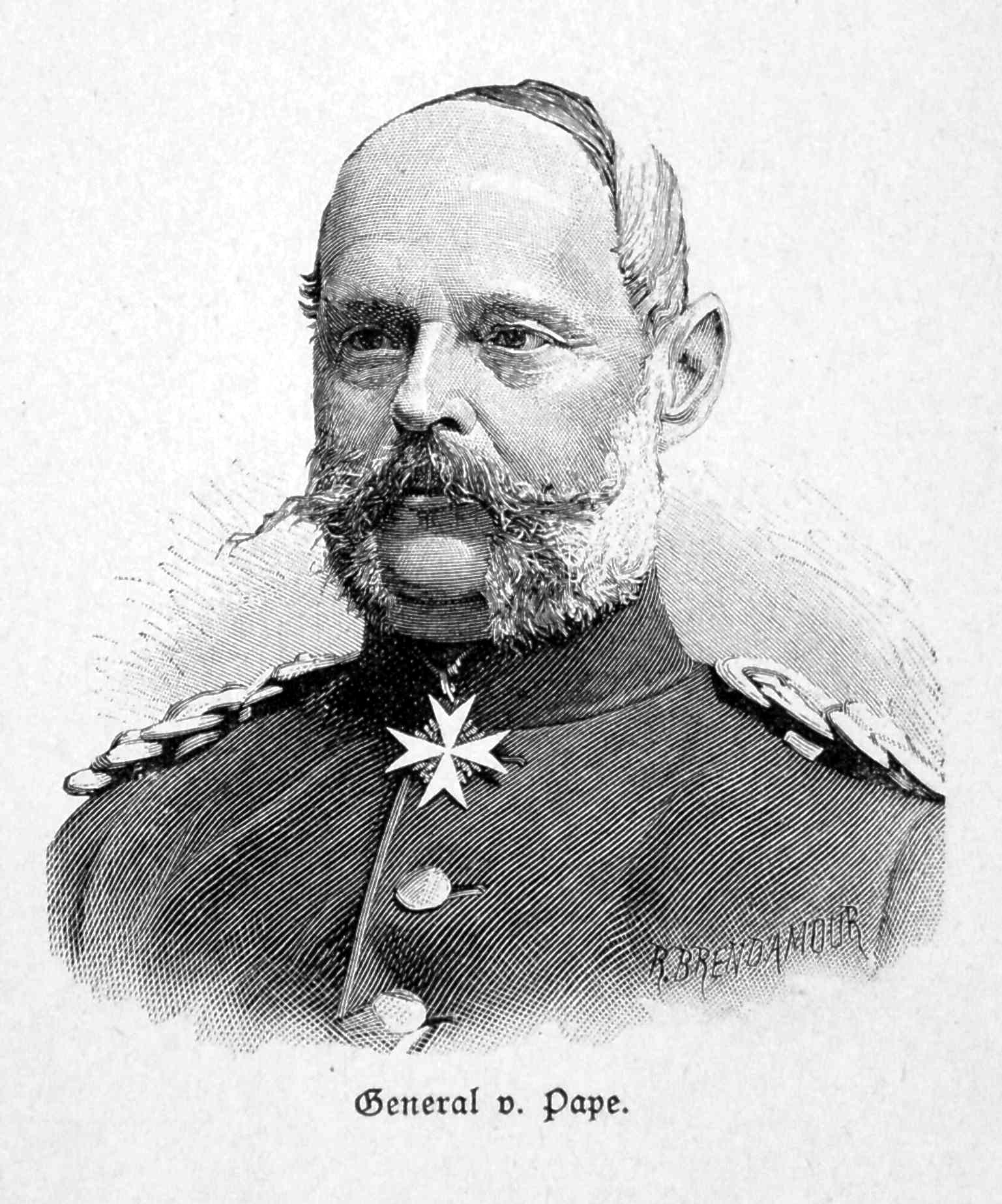
Alexander von Pape (1813–1895)

- Pape, Alfons (1885–1950), deutscher Theaterschauspieler, -regisseur und -intendant
- Pape, Alfred (* 1903), deutscher Politiker (NSDAP)
- Pape, Ambrosius (* 1553), deutscher evangelischer Theologe und Dramatiker
- Pape, Andreas (* 1960), deutscher Pflegehelfer und Politiker (SPD), MdA
- Pape, Andreas (* 1980), deutscher Schauspieler und Wasserskisportler
- Pape, August (1857–1922), deutscher Kaufmann, Fabrikant und Mitglied der Bürgerschaft
- Pape, Axel (* 1956), deutscher Theater- und Fernsehschauspieler
- Pape, Burkhard (1932–2024), deutscher Fußballspieler und -trainer
- Pape, Carl (1836–1906), deutscher Physiker
- Pape, Carsten (* 1956), deutscher MusikerCarsten Pape (* 1956)

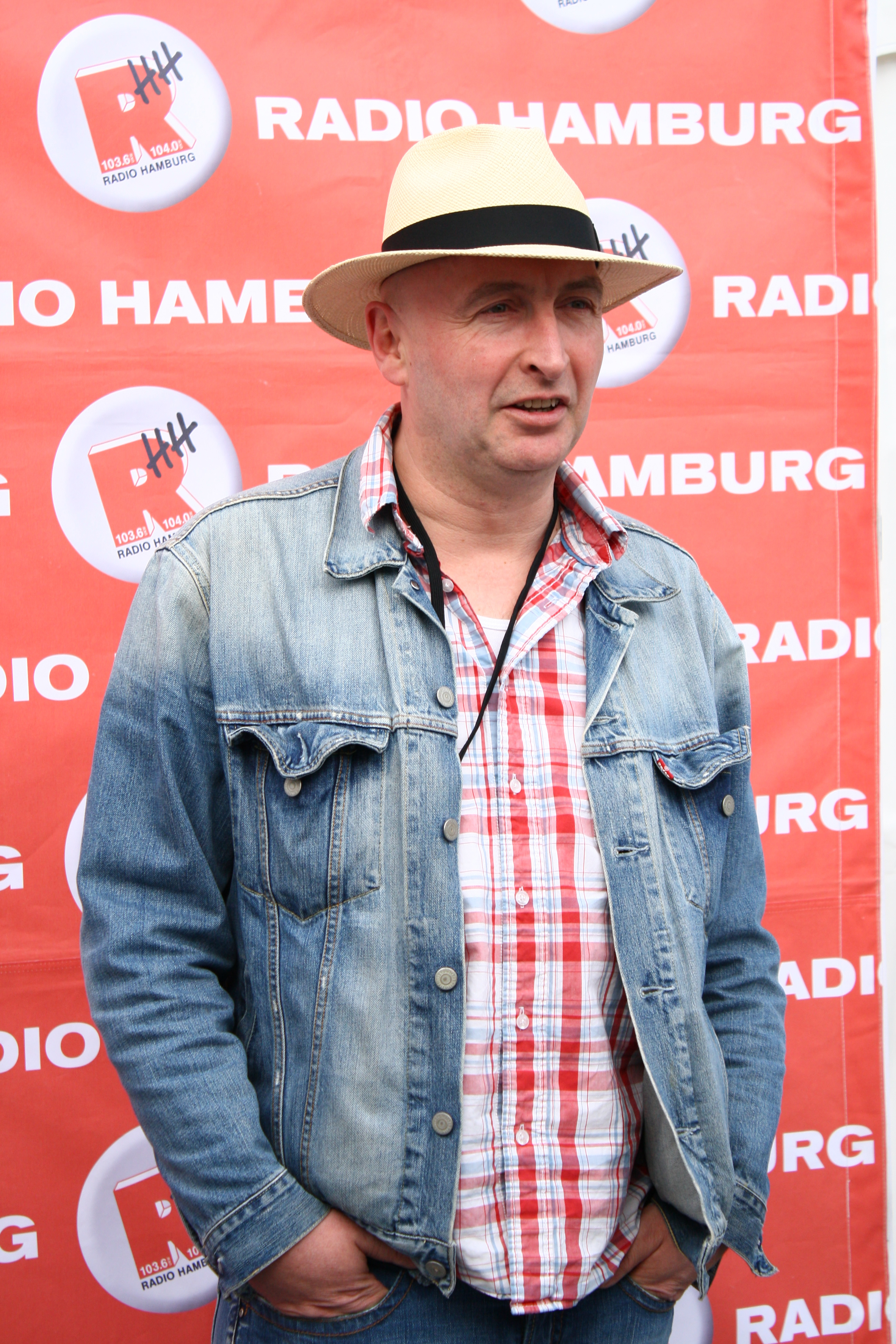
Carsten Pape (* 1956)

- Pape, Christian, deutscher Informatiker
- Pape, Christiane (* 1960), deutsche Tischtennisspielerin
- Pape, Daniel (* 1981), deutscher Koch
- Pape, Detlev (1909–1986), deutscher Archivar und Heimatforscher
- Pape, Eduard (1817–1905), deutscher Theater-, Dekorations- und Landschaftsmaler
- Pape, Eduard (1836–1896), deutscher Reichsgerichtsrat
- Pape, Elisabeth (1870–1964), deutsche Pädagogin und Politikerin
- Pape, Engelbert (1827–1909), deutscher Eisenbahnbeamter
- Pape, Ernst (1876–1945), deutscher Ökonom und Professor für Volkswirtschaft
- Pape, Frank (* 1970), deutscher Autor und Drehbuchautor
- Pape, Friedrich Georg (1763–1816), Prämonstratenser, Lehrer und Jacobiner
- Pape, Friedrich von (1797–1877), deutscher Richter, Vizepräsident des Oberappellationsgerichts Celle
- Pape, Gabriella (* 1963), deutsche Gartenarchitektin
- Pape, Gerhard (* 1954), deutscher Jurist, Richter am Bundesgerichtshof
- Pape, Günther (1907–1986), deutscher Offizier, General der Wehrmacht und BundeswehrGünther Pape (1907–1986)

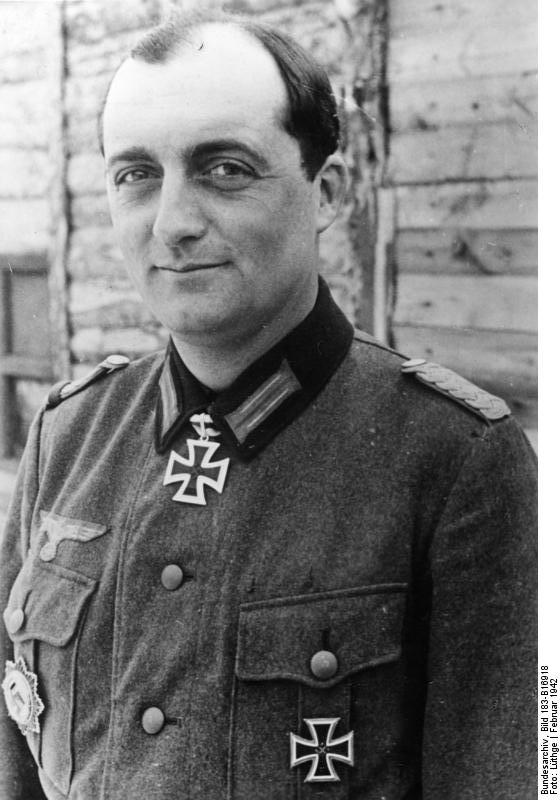
Günther Pape (1907–1986)

- Pape, Hans (1894–1970), deutscher freischaffender Künstler, Kunsthandwerker, Auftragsmaler und Grafiker
- Pape, Hans-Christian (* 1956), deutscher Neurophysiologe
- Pape, Hans-Christoph (* 1962), deutscher Chirurg und Hochschullehrer
- Pape, Heinrich (* 1609), deutscher Organist
- Pape, Heinrich (1745–1805), deutscher evangelischer Theologe und Geistlicher
- Pape, Heinrich Eduard (1816–1888), deutscher Jurist
- Pape, Helmut (* 1950), deutscher Philosoph
- Pape, Henri (1789–1875), französischer Klavierbauer
- Pape, Hinrich († 1359), Kaufmann, Ratsherr und Lübecker Bürgermeister
- Pape, Inge (* 1937), deutsche Malerin und Grafikerin
- Pape, Joachim (1923–2006), deutscher Schauspieler und Synchronsprecher
- Pape, Johann Hermann Franz von (1717–1793), deutscher Jurist
- Pape, Joseph (1831–1898), deutscher Jurist und Schriftsteller
- Pape, Karl-Heinz (1939–2000), deutscher Leichtathlet
- Pape, Klaus von (1904–1923), nationalsozialistischer Putschist
- Pape, Lars (* 1971), deutscher Schauspieler und Filmregisseur
- Pape, Laura (* 1993), deutsche Schriftstellerin
- Pape, Leopold (* 1992), deutscher Filmproduzent
- Pape, Lionel (1877–1944), britischer Schauspieler
- Pape, Louis (1799–1855), deutscher Komponist
- Pape, Lygia (1927–2004), brasilianische Malerin, Bildhauerin, Graveurin und Filmemacherin
- Pape, Maiken With (* 1978), dänische Fußballspielerin
- Pape, Martin (1927–2011), deutscher Politiker (UAP, SLP, FAP)
- Pape, Matthias (* 1957), deutscher Historiker
- Pape, Max (1886–1947), deutscher Schwimmer
- Pape, Max von (1851–1926), preußischer Generalleutnant
- Pape, Oran (1904–1936), US-amerikanischer American-Football-Spieler und Polizeibeamter
- Pape, Petra Madita (* 1969), deutsche Musicaldarstellerin und Schauspielerin
- Pape, Raimund von (1798–1850), deutscher Verwaltungsbeamter
- Pape, Rainer (1926–2022), deutscher Archivar und Stadthistoriker in Herford
- Pape, René (* 1964), deutscher Opernsänger (Bass)René Pape (* 1964)

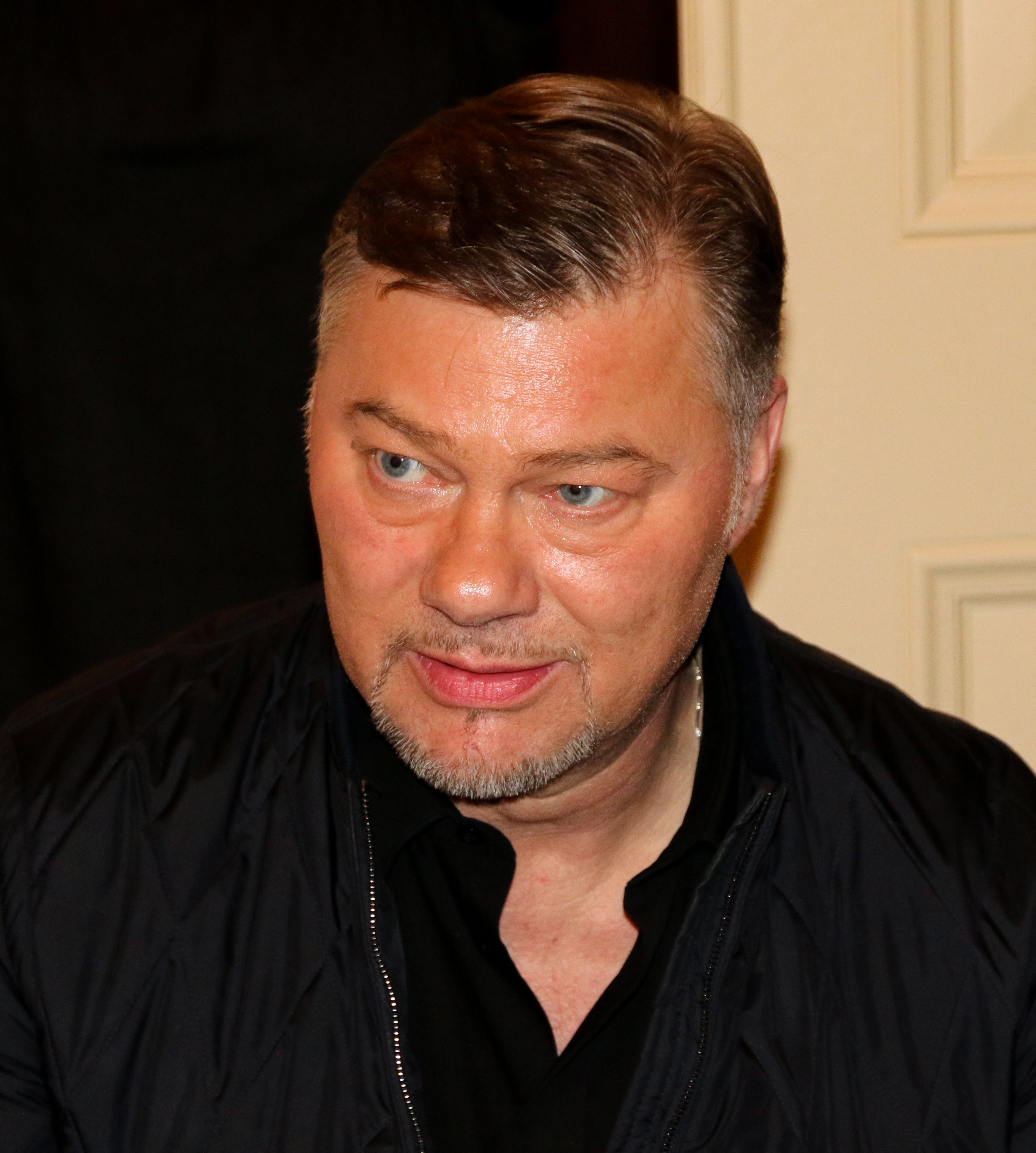
René Pape (* 1964)

- Pape, Robert (* 1960), US-amerikanischer Politikwissenschaftler
- Pape, Rotraut (1956–2019), deutsche Filmemacherin, Künstlerin und Hochschulprofessorin
- Pape, Rüdiger (* 1960), deutscher Regisseur
- Pape, Samuel Christian (1774–1817), deutscher Schriftsteller, Dichter und evangelischer Theologe
- Pape, Sonja (1932–1997), deutsche Journalistin, Abgeordnete der Hamburger Bürgerschaft
- Pape, Till (* 1997), deutscher BasketballspielerTill Pape (* 1997)

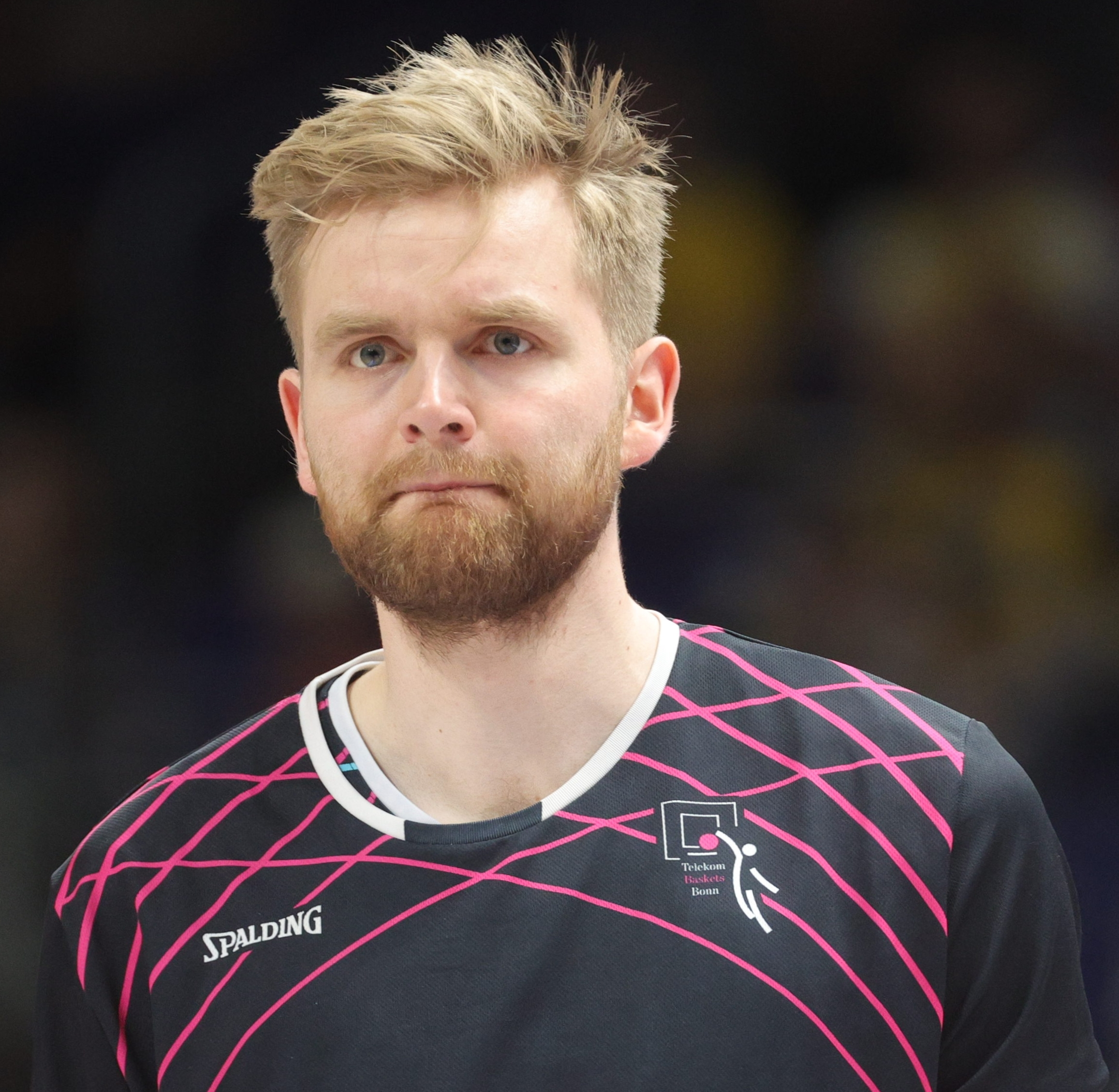
Till Pape (* 1997)

- Pape, Ute (* 1949), deutsche Politikerin (SPD), MdHB, Senatorin in Hamburg
- Pape, Uwe (1936–2023), deutscher Wirtschaftsinformatiker und Orgelsachverständiger
- Pape, Uwe-Jens (1930–1990), deutscher Schauspieler
- Pape, Walter (* 1945), deutscher Germanist und Literaturwissenschaftler
- Pape, Wilhelm (1807–1854), deutscher Klassischer Philologe und Lexikograf
- Pape, Wilhelm (* 1908), deutscher Politiker (SPD), MdBB
- Pape, Wilhelm August (1830–1914), deutscher Schuhfabrikant
- Pape, Wilhelm Heinrich von (1771–1860), preußischer Feuersozietätsdirektor und Landrat
- Pape, Wilhelm von (1808–1885), preußischer Generalleutnant
- Pape, Willekin († 1348), Domherr und gewählter Bischof von Schwerin
- Pape, William (1859–1920), deutscher Maler und Illustrator
- Pape, Wolfgang (1943–2025), deutscher Prähistoriker
- Papebroch, Daniel (1628–1714), Historiker und Theologe
- Papečkys, Tadas (* 1978), litauischer Fußballspieler
- Papée, Adam (1895–1990), polnischer Säbelfechter und -funktionär
- Papée, Kazimierz (1889–1979), polnischer Diplomat
- Papela, Merveille (* 2001), deutscher Fußballspieler
- Papellier, Heinrich August (1834–1894), deutscher Bürgermeister, Jurist und Politiker (DFP), MdR
- Papen, August Wilhelm (1799–1858), deutscher Militäringenieur, Geodät und Kartograf
- Papen, Christoph (1678–1735), deutscher Bildschnitzer
- Papen, Felix von (1910–1945), deutscher Monarchist
- Papen, Franz von (1879–1969), deutscher Politiker (Zentrumspartei), MdR und Reichskanzler der Weimarer RepublikFranz von Papen (1879–1969)

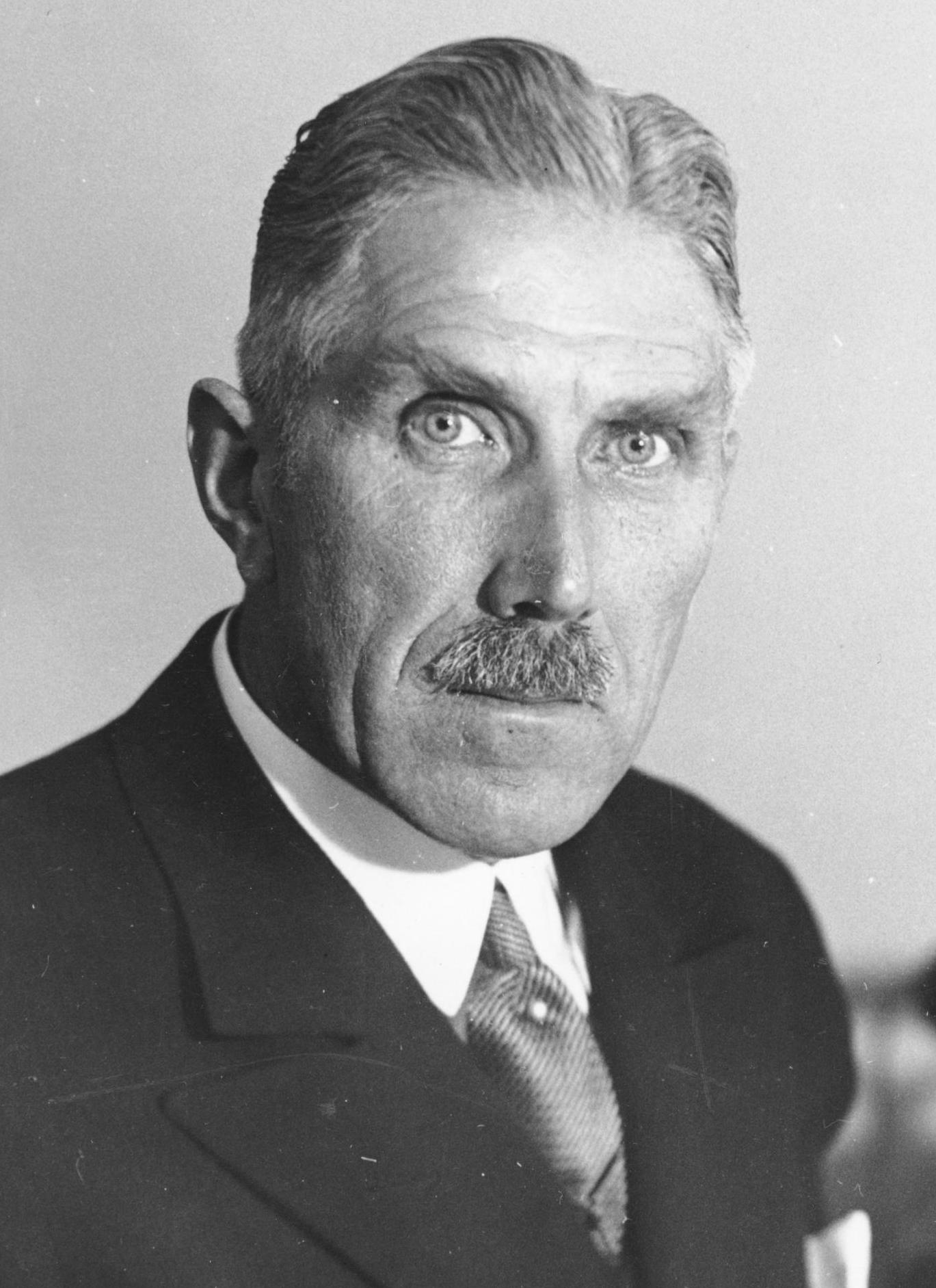
Franz von Papen (1879–1969)

- Papen, Friedrich Franz von (1911–1983), deutscher Jurist und Geschäftsmann
- Papen, Friedrich von (1839–1906), deutscher Adeliger, Großgrundbesitzer, Offizier und Kommunalpolitiker
- Papen, Heinrich († 1719), deutscher Bildschnitzer
- Papen, Helmut von (* 1940), deutscher Journalist
- Papen, Martha von (1880–1961), deutsche Ehefrau von Franz von Papen
- Papenberg, Hans (1915–1977), deutscher Politiker (SPD), MdBB
- Papenbrock, Jutta (* 1968), deutsche Botanikerin
- Papenbrock, Martin (* 1963), deutscher Kunsthistoriker
- Papenbrock, Swen (1960–2025), deutscher Zeichner
- Papenbrock, Wiebke (* 1979), deutsche Politikerin (SPD), MdB
- Papenbroock, Frank (* 1963), deutscher Filmemacher, Regisseur
- Papenbroock, Paul (1894–1945), deutscher Politiker (NSDAP), MdR
- Papenburg, Bettina (* 1967), deutsche Schwimmerin
- Papenburg, Gaby (* 1960), deutsche Fernsehmoderatorin
- Papenburg, Günter (* 1939), deutscher Bauunternehmer
- Papenburger, Heinrich (1558–1606), deutscher lutherischer Theologe und Generalsuperintendent der Generaldiözese Calenberg
- Papencordt, Felix († 1841), deutscher Historiker
- Papendell, Günter (* 1975), deutscher Opern-, Oratorien-, Lied- und Konzertsänger (Bariton)
- Papendick, Christian (1926–2022), deutscher Architekt, Schriftsteller und Fotograf
- Papendick, Gertrud (1890–1982), deutsche Lehrerin und Schriftstellerin
- Papendick, Gustav Adolf (1839–1908), deutscher Pianist, Musikpädagoge und Komponist
- Papendick, Laura (* 1989), deutsche Fernsehmoderatorin und JournalistinLaura Papendick (* 1989)

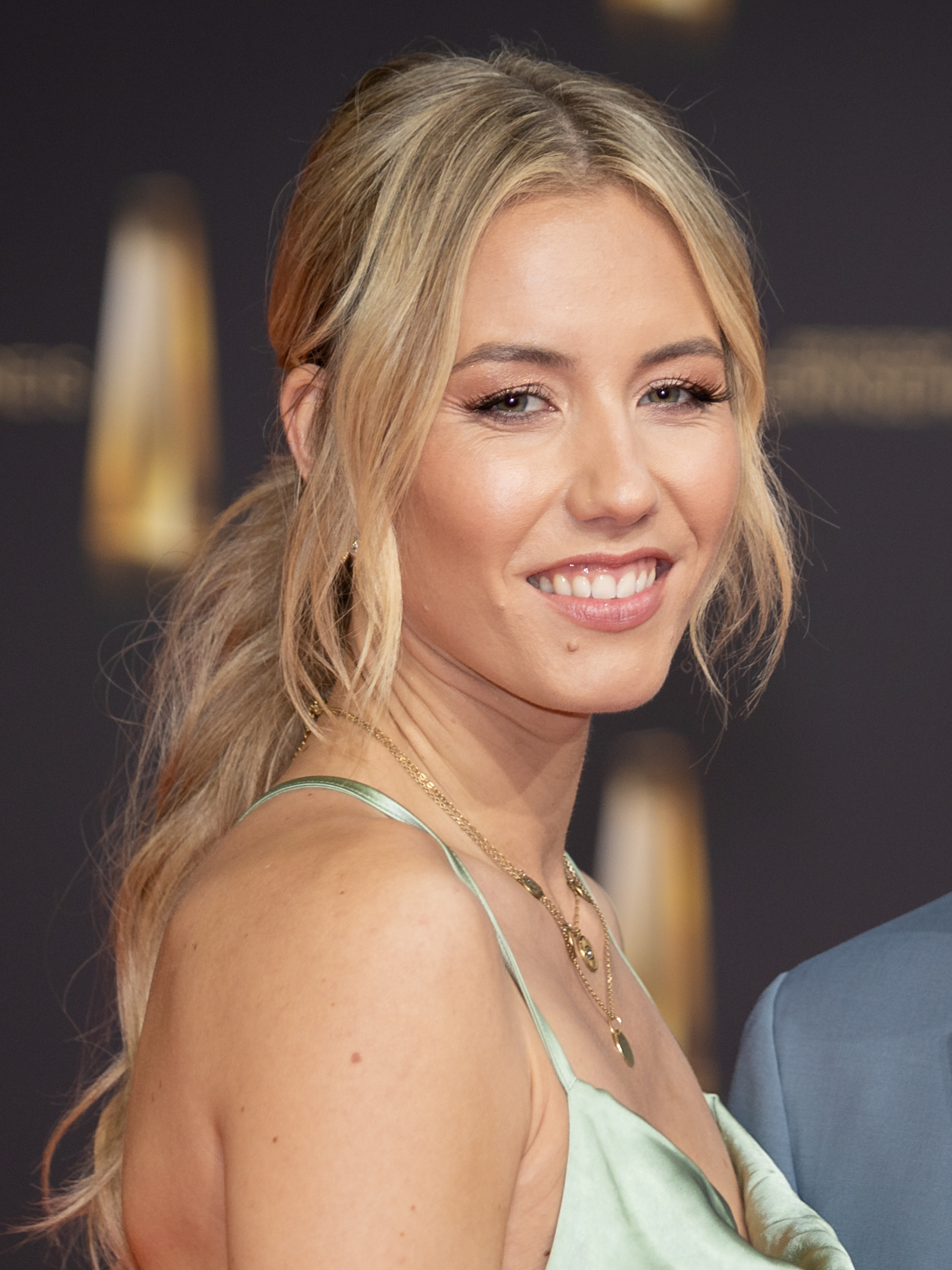
Laura Papendick (* 1989)

- Papendieck, Auguste (1873–1950), deutsche Töpferin
- Papendieck, Christoph Hellwig (1839–1891), deutscher Kaufmann und Politiker, MdBB
- Papendieck, Mathias (* 1982), deutscher Wirtschaftsinformatiker und Politiker (SPD), MdB
- Papendiek, Alexander (1928–1974), deutscher Schauspieler
- Papendiek, Charlotte (1765–1840), Hofdame der Königin Charlotte von Großbritannien und Irland
- Papendiek, George Ernest (1788–1835), deutsch-englischer Konsul, Zeichner und Maler
- Papenfuß, Otto (1898–1981), deutscher Radrennfahrer
- Papenfuß, Rainer (1941–2002), deutscher Politiker (SPD)
- Papenfuß-Gorek, Bert (1956–2023), deutscher Lyriker
- Papenhausen, Karl (1864–1946), deutscher Sanitätsoffizier
- Papenheim, Martin (* 1956), deutscher Historiker
- Papenhoff, Heinz (1923–2003), deutscher Fußballspieler
- Papenhoff, Heinz (1931–2000), deutscher Altphilologe und Gymnasiallehrer
- Papenhoff, Wilhelm K. († 1979), deutscher Journalist
- Papenhoven, Alexander van (1668–1759), flämischer Bildhauer
- Papenkort, Ulrich (* 1956), deutscher Erziehungswissenschaftler
- Papenkort, Willy (1908–1973), deutscher Kriminalpolizist, SS-Polizeioffizier und Leiter der 2. Kompanie des Polizei-Bataillons 11
- Papenmeier, Larissa (* 1990), deutsche Motocrossfahrerin
- Papenroth, Albrecht (1939–2020), deutscher Politiker (SPD), MdB
- Paper, nubischer König von Alt Dunqula
- Paper, Ernestina (1846–1926), italienische Medizinerin
- Paperi T (* 1986), finnischer Rapper
- Papert, Ines (* 1974), deutsche KletterinInes Papert (* 1974)

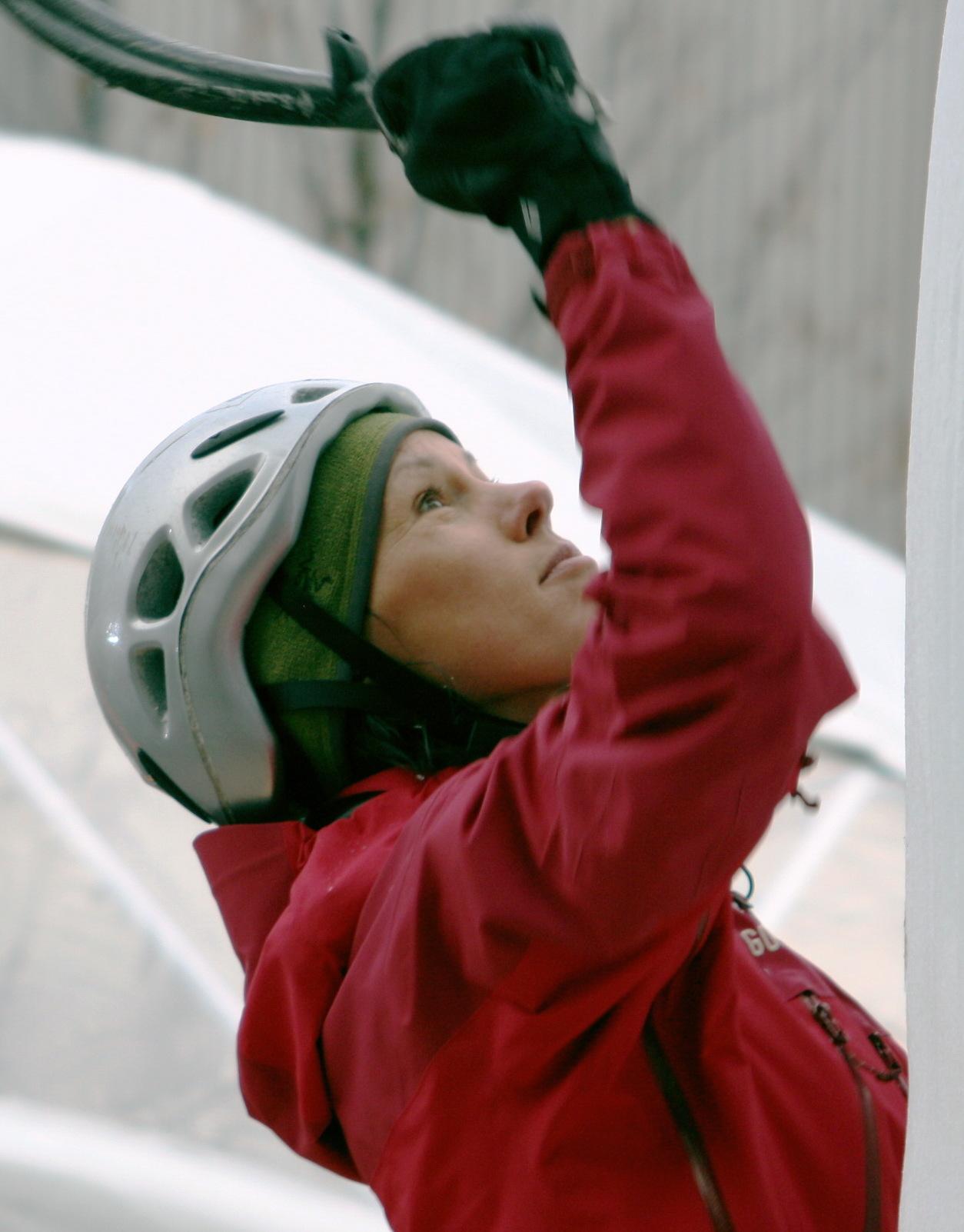
Ines Papert (* 1974)

- Papert, Seymour (1928–2016), US-amerikanischer Mathematiker und Erziehungswissenschaftler südafrikanischer Herkunft, Begründer der Artificial Intelligence Lab am MIT
- Papert, Willi (1924–1980), deutscher Arrangeur, Dirigent, Komponist und Musiker
- Papesch, Josef (1893–1968), österreichischer Schriftsteller und Kulturpolitiker (NSDAP)
- Papesch, Karl (1901–1983), deutscher Maler
- Papetti, Andrea (* 2002), italienischer Fußballspieler
- Papetti, Fausto (1923–1999), italienischer Altsaxophonist
- Papez, Idi (1909–1997), österreichische Eiskunstläuferin
- Papez, James W. (1883–1958), US-amerikanischer Neuroanatom
- Papež, Sandi (* 1965), slowenischer Radrennfahrer

### Paph
- Paphawin Sirithongsopha (* 1992), thailändischer Fußballspieler
- Papházy, Sylvia (* 1962), österreichische Politikerin (FPÖ), Abgeordnete zum Nationalrat
- Paphnutius von Ägypten, Bischof des oberen Thebais (Theben)

### Papi
- Papi, Claude (1949–1983), französischer Fußballspieler
- Papi, El, norwegischer Sänger und Songwriter
- Papi, Enrico (* 1965), italienischer FernsehmoderatorEnrico Papi (* 1965)

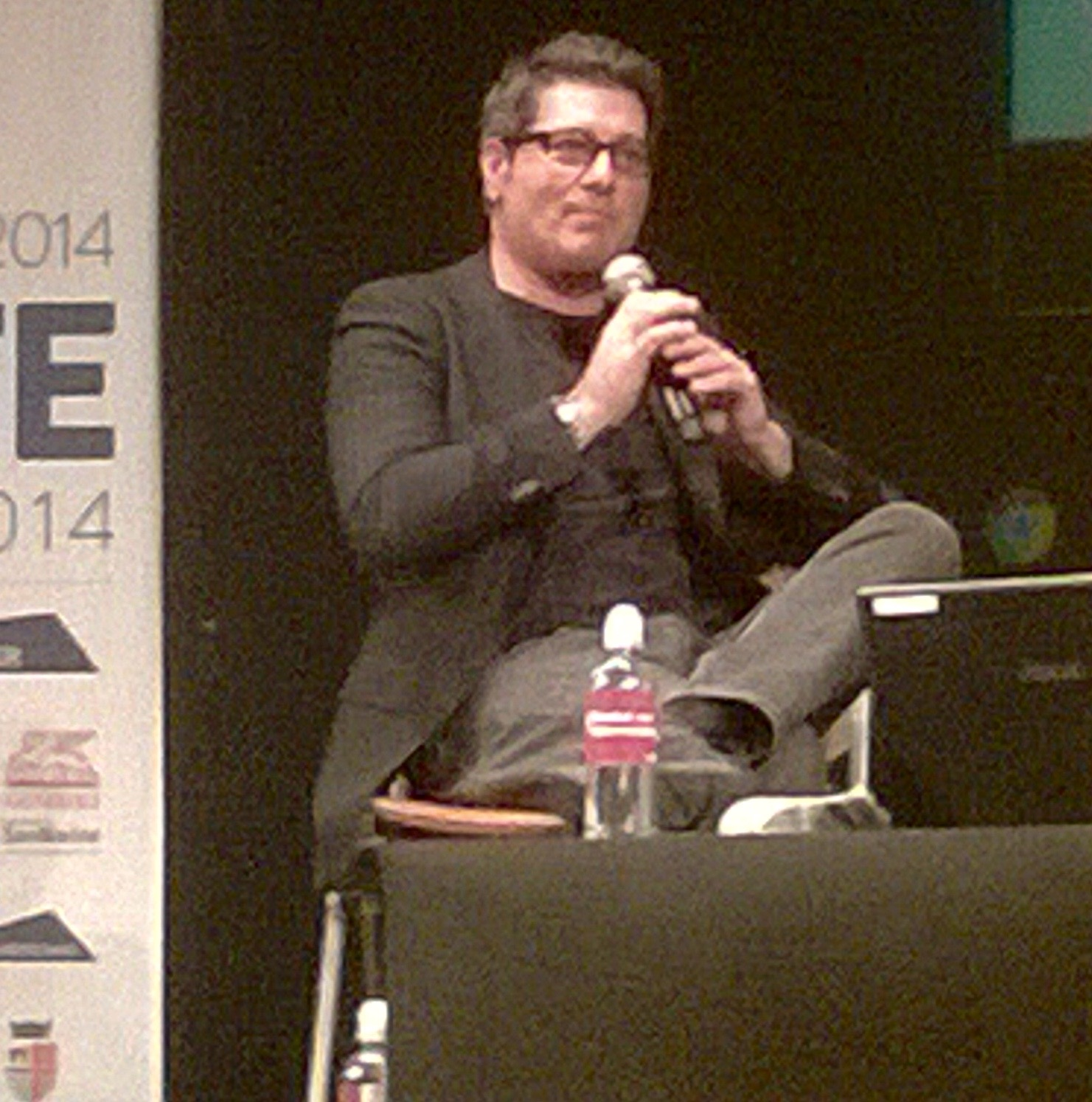
Enrico Papi (* 1965)

- Papi, Giulio (* 1965), italienisch-schweizerischer Uhrmacher von Armbanduhren mit Komplikationen
- Papi, Samuele (* 1973), italienischer Volleyballspieler
- Papian, Hasmik (* 1961), armenische Opernsängerin (Sopran)
- Papias, griechischer Koroplast
- Papias, römischer Admiral
- Papias von Hierapolis, Kirchenvater, Bischof und Theologe in Hierapolis
- Papić, Stipo (* 1978), deutscher Basketballspieler
- Papić, Vivijana (* 1992), kroatische Biathletin
- Papić, Vlado (* 1968), kroatischer Fußballspieler
- Papier, Hans-Jürgen (* 1943), deutscher Staatsrechtswissenschaftler und Präsident des BundesverfassungsgerichtsHans-Jürgen Papier (* 1943)

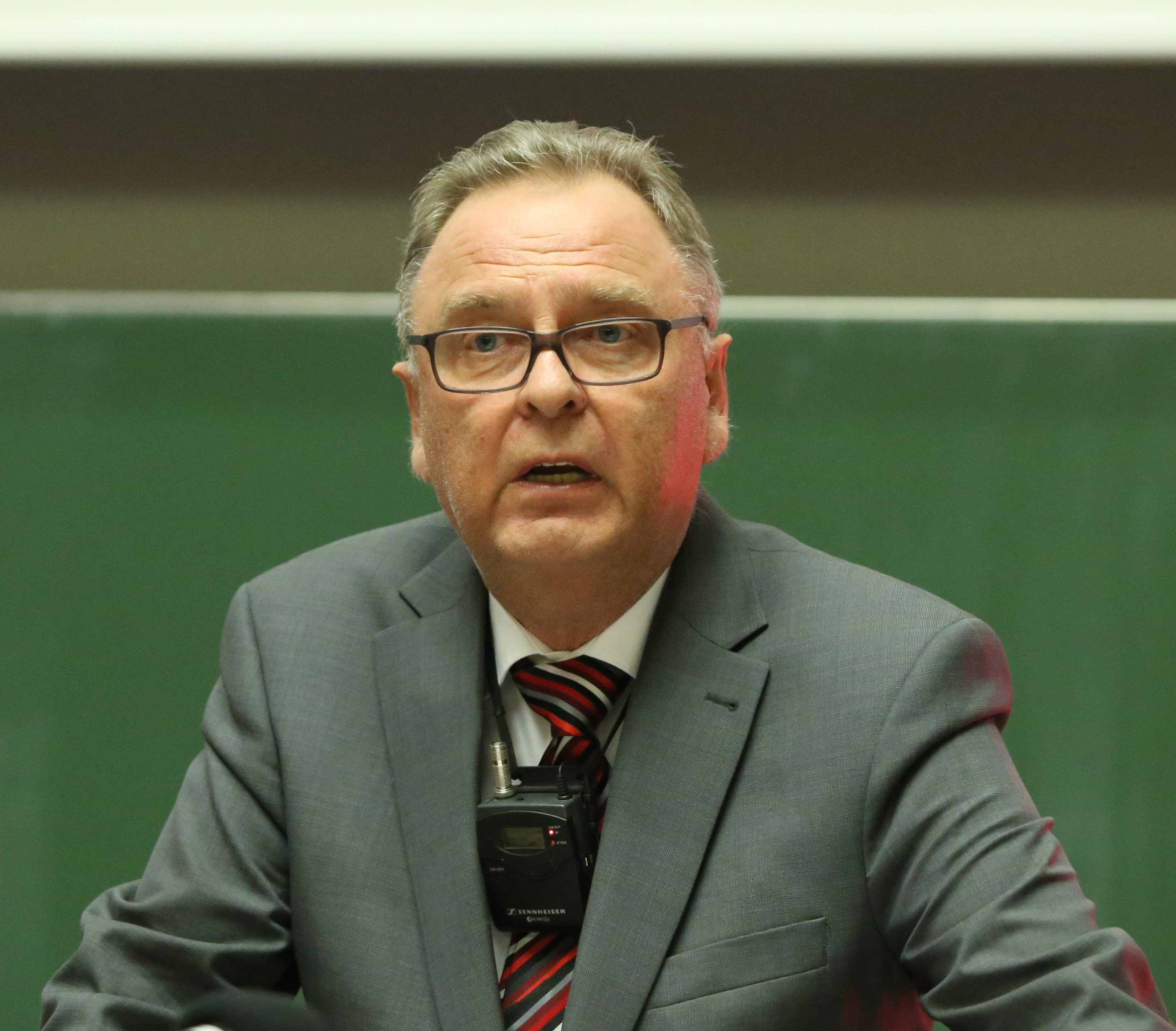
Hans-Jürgen Papier (* 1943)

- Papier, Rosa (1858–1932), österreichische Opernsängerin und Gesangspädagogin
- Papiernik, Markus (* 1981), deutscher Turner, Stuntman und Parkourweltmeister
- Papierz, Bogdan (* 1968), polnischer Skispringer
- Papies, Jürgen (1944–2022), deutscher Fußballspieler
- Papies, Klaus (* 1947), deutscher Fußballspieler
- Papikian, Olga (* 1977), Pianistin und Sopranistin
- Papikjan, Rasmik (* 1999), armenischer Ringer
- Papikjan, Suren (* 1986), armenischer Politiker, Verteidigungsminister und Infrastrukturminister
- Papilaya, Alberth (1967–2021), indonesischer Boxer
- Papilaya, Eric (* 1978), österreichischer Musiker
- Papilina, Tatjana Wladimirowna (* 1967), russische Leichtathletin
- Papillon de Lasphrise, Marc (1555–1598), französischer Dichter des Barock
- Papillon, Arnaud (* 1989), kanadischer Radrennfahrer
- Papillon, Jean-Michel (1698–1776), französischer Holzschneider, Künstler und Enzyklopädist
- Papillon, Richard (* 1992), französischer E-Sportler
- Papin, Alexei Wassiljewitsch (* 1987), russischer Boxer im Cruisergewicht
- Papin, Denis (1647–1713), Erfinder des Schnellkochtopfes
- Papin, Jean-Louis (* 1947), französischer Geistlicher und emeritierter römisch-katholischer Bischof von Nancy
- Papin, Jean-Pierre (* 1963), französischer Fußballspieler und -trainerJean-Pierre Papin (* 1963)

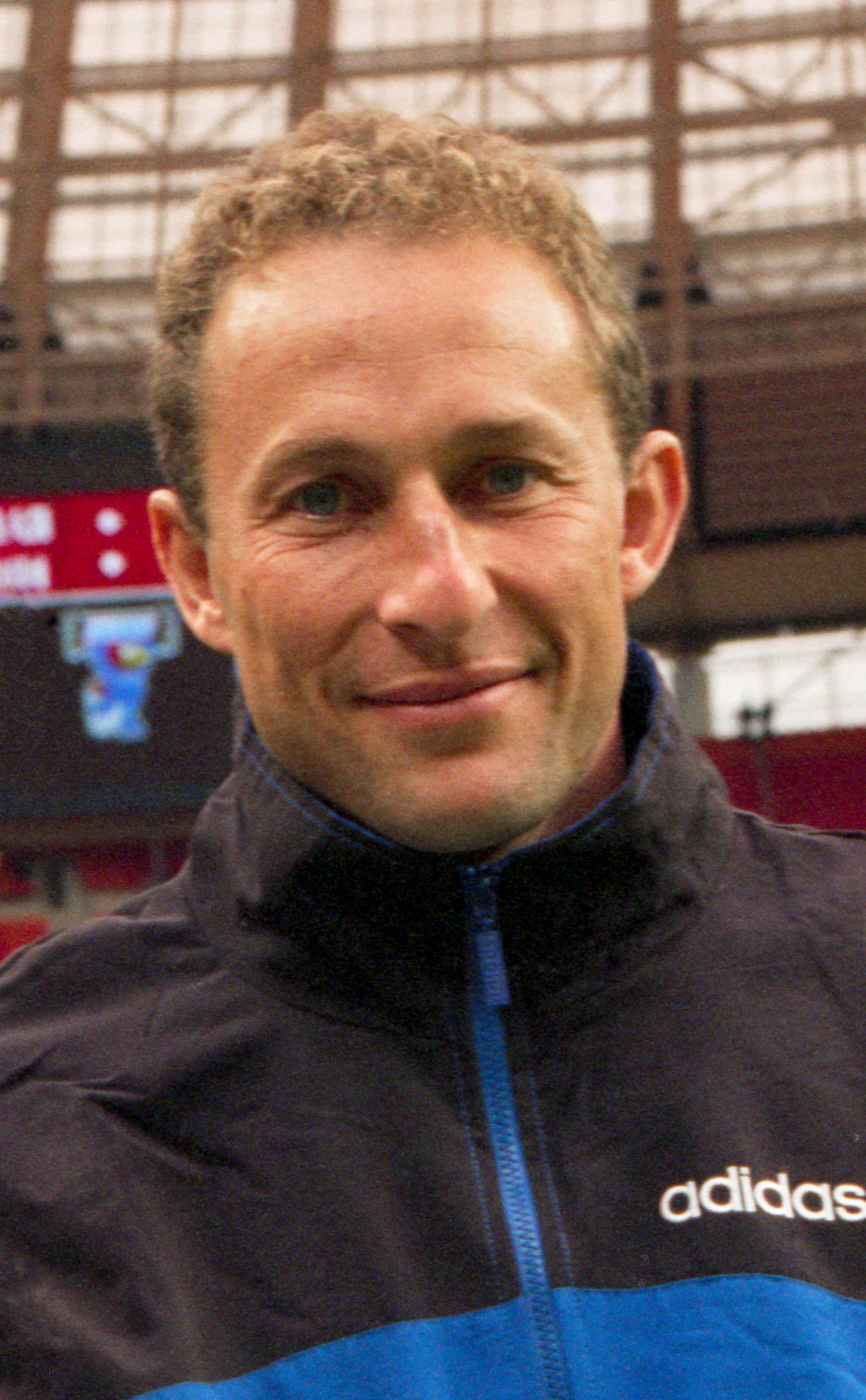
Jean-Pierre Papin (* 1963)

- Papin, Wassili Wiktorowitsch (* 1988), russischer Schachspieler
- Papinaschwili, Amiran (* 1988), georgischer Judoka
- Papineau, David (* 1947), britischer Philosoph und Hochschullehrer
- Papineau, Justin (* 1980), kanadischer Eishockeyspieler
- Papineau-Couture, François (* 1953), kanadischer Musikinstrumentenbauer und Flötist
- Papineau-Couture, Isabelle (1918–1987), kanadische Autorin
- Papineau-Couture, Jean (1916–2000), kanadischer Komponist
- Paping, Reinier (1931–2021), niederländischer Eisschnellläufer
- Papini, Giovanni (1881–1956), italienischer Schriftsteller
- Papinian (142–212), römischer Jurist, Prätorianerpräfekt
- Papiorek, Tomáš (* 1984), tschechischer Naturbahnrodler
- Papirblat, Mordechai (1923–2022), polnisch-israelischer Überlebender und Zeitzeuge des Holocaust
- Papirius Aelianus Aemilius Tuscillus, Gnaeus, römischer Senator
- Papirius Aelianus, Gnaeus, römischer Suffektkonsul (157)
- Papirius Carbo, Gaius, römischer Prätor 168 v. Chr.
- Papirius Carbo, Gaius († 119 v. Chr.), römischer Politiker und Redner
- Papirius Carbo, Gaius († 82 v. Chr.), römischer Politiker
- Papirius Carbo, Gnaeus, römischer Konsul 113 v. Chr.
- Papirius Carbo, Gnaeus († 82 v. Chr.), römischer Politiker; Konsul 85, 84 und 82 v. Chr.
- Papirius Crassus, Lucius, römischer Diktator 340 v. Chr. sowie Konsul 336 und 330 v. Chr.
- Papirius Crassus, Lucius, römischer Konsul 436 und vielleicht 430 v. Chr.
- Papirius Crassus, Lucius, römischer Konsulartribun 368 v. Chr.
- Papirius Cursor, Lucius (Konsul 293 v. Chr.), römischer Staatsmann und Feldherr
- Papirius Cursor, Lucius (Konsul 326 v. Chr.), römischer Staatsmann und Feldherr
- Papirius Felix, antiker römischer Toreut
- Papirius Iustus, römischer Jurist
- Papirius Lib[…], Titus, antiker römischer Toreut
- Papirius Maso, Gaius, römischer Politiker, Konsul 231 v. Chr.
- Papirius Maso, Gaius († 213 v. Chr.), römischer Priester
- Papirius Maso, Lucius, römischer Politiker
- Papirius Mugillanus, Lucius, römischer Konsul und Zensor
- Papirius Praetextatus, Lucius († 272 v. Chr.), Politiker in der antiken römischen Republik
- Papirius Turdus, Gaius, römischer Volkstribun 177 v. Chr.
- Papirius Vitalis, römischer Maler
- Papiro, Marco (* 1975), schweizerisch-italienischer Experimentalmusiker, Produzent elektronischer Musik und Grafiker
- Papirowski, Martin (* 1960), deutscher Regisseur, Drehbuchautor, Produzent, Fernsehjournalist und Publizist
- Papirtienė, Aušra (* 1967), litauische Politikerin und Gewerkschafterin
- Papirtis, Leonas Virginijus, litauischer Rechtsanwalt
- Papis, Massimiliano (* 1969), italienischer Autorennfahrer
- Papiu-Ilarian, Alexandru (1827–1877), rumänisch-siebenbürgischer Politiker und Jurist
- Papius Mutilus, Gaius, samnitischer Feldherr im Bundesgenossenkrieg
- Papius Mutilus, Marcus, römischer Suffektkonsul im Jahr 9
- Papius, Elias Adam (1722–1778), deutscher Mediziner und Botaniker
- Papius, Heinrich von (1839–1924), deutscher Jurist und Politiker (Zentrum), MdR
- Papius, Johann (1558–1622), Logiker und Mediziner
- Papius, Paulus († 1607), Secretarius und Geschichtsschreiber
- Papiwin, Nikolai Filippowitsch (1903–1963), sowjetischer Offizier, Generaloberst der Luftstreitkräfte

### Papk
- Papke, Billy (1886–1936), US-amerikanischer Boxer, Weltmeister im Mittelgewicht
- Päpke, Carl (1797–1858), deutscher Kommunalpolitiker und Bürgermeister von Greifswald
- Papke, Christian (* 1974), deutscher Regisseur und Dramaturg
- Papke, Gerhard (* 1961), deutscher Politiker (FDP), MdLGerhard Papke (* 1961)

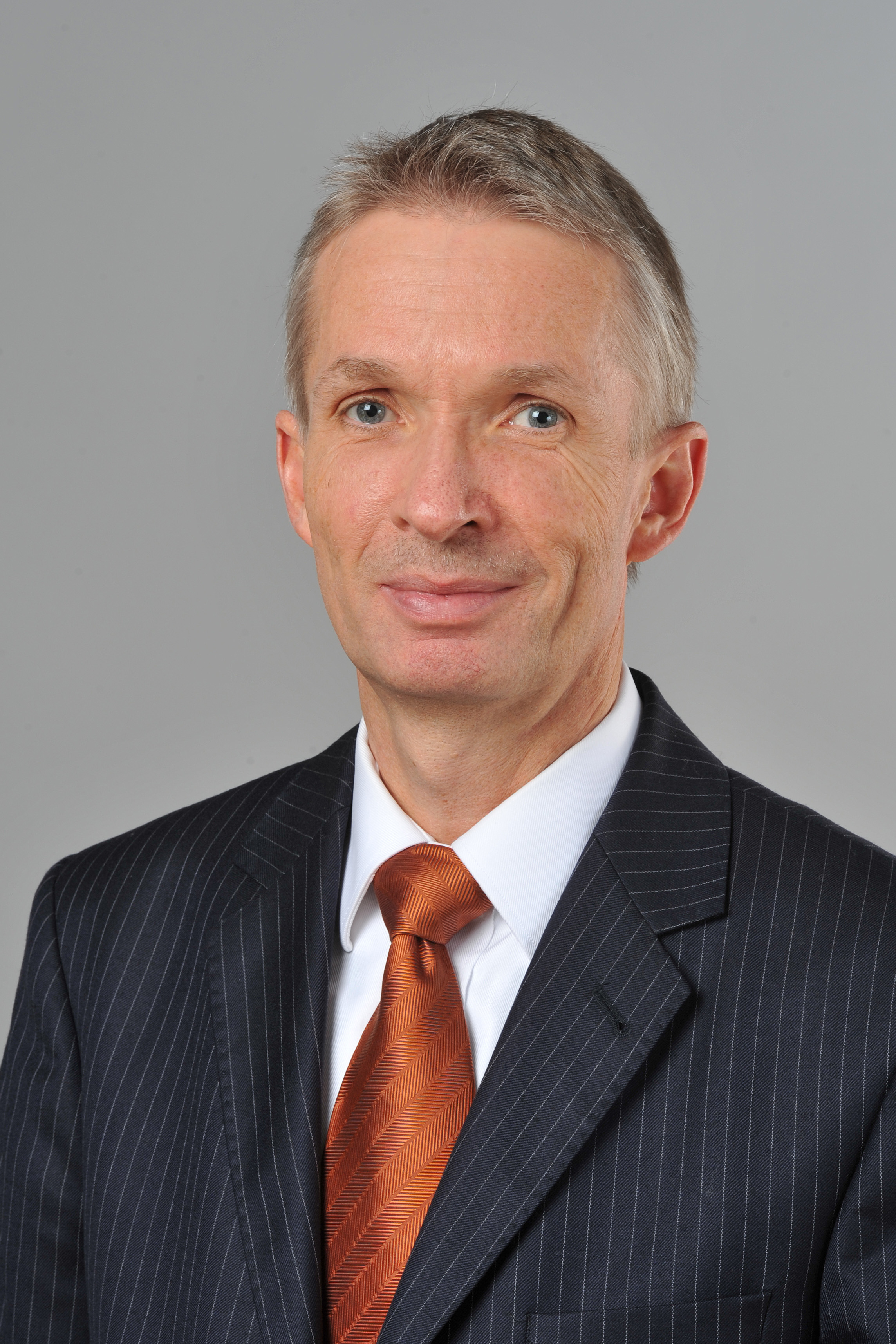
Gerhard Papke (* 1961)

- Papke, Horst (1930–1990), deutscher Schauspieler
- Papke, Jeremias (1672–1755), deutscher Mathematiker und evangelischer Theologe
- Papke, Käthe (1872–1951), deutsche Heimatschriftstellerin
- Papke, Martin (* 1989), deutscher Politiker (CDU)Martin Papke (* 1989)

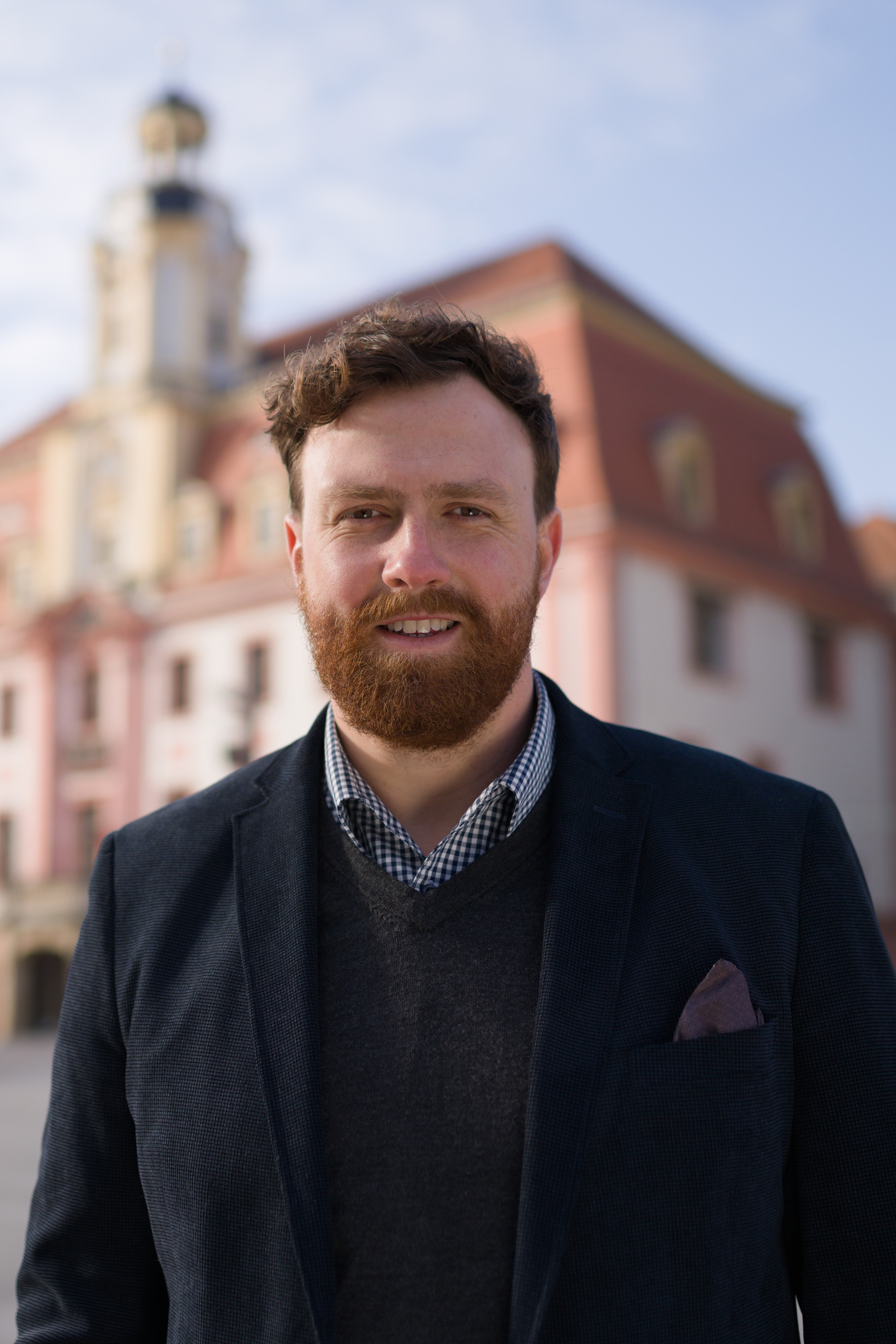
Martin Papke (* 1989)

- Papke, Paul (1896–1970), deutscher Politiker (USPD; KPD; SED), MdR und Landrat (Kreis Lebus) in Brandenburg
- Papke, Petra (* 1974), deutsche Fernsehmoderatorin
- Papke, Ulrich (* 1962), deutscher Kanute
- Papke, Werner (1931–2017), deutscher Boxer und Boxtrainer
- Papke, Werner (1944–2019), deutscher Wissenschaftshistoriker und Religionswissenschaftler
- Papken I. (1868–1936), armenischer Geistlicher, Koadjutor-Katholikos des Großen Hauses von Kilikien der Armenischen Apostolischen Kirche
- Papko, Aksana (* 1988), belarussische Radrennfahrerin
- Papkowitsch, Pjotr Fjodorowitsch (1887–1946), sowjetischer Ingenieurwissenschaftler und Schiffbauingenieur

### Papl
- Paplauskaja, Kazjaryna (* 1987), belarussische Leichtathletin
- Paplham, Fritz (1888–1958), österreichischer Fotograf und Landschaftsmaler

### Papo
- Papo, Manfred (1898–1966), österreichischer Rabbiner
- Papo, Rachel (* 1970), israelische Fotografin
- Papo, Seyran (* 1988), deutsch-türkische Politikerin (CDU, Die Linke), MdL
- Papo, Xavier (* 1990), namibischer Radsportler
- Papok, Sjarhej (* 1988), belarussischer Radrennfahrer
- Papoli-Barawati, Olivia (* 1995), deutsche Schauspielerin
- Papon, Jean-Pierre (1734–1803), französischer Historiker und Provenzalist
- Papon, Maurice (1910–2007), französischer Politiker und Beamter des Vichy-RegimesMaurice Papon (1910–2007)

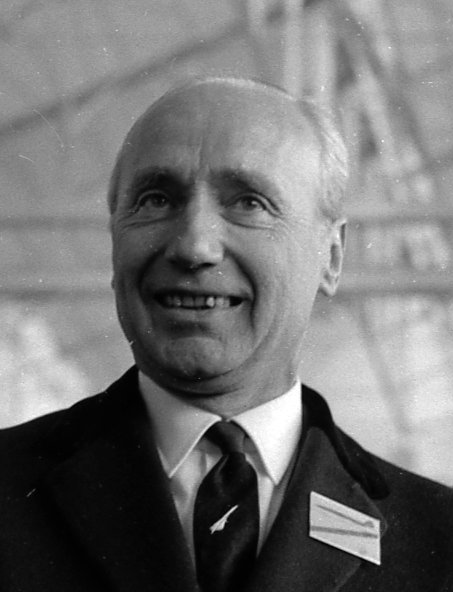
Maurice Papon (1910–2007)

- Papoose (* 1978), US-amerikanischer Rapper
- Paporisz, Yoram (1944–1992), deutsch-israelischer Komponist
- Papou, Aljaksandr (* 1965), russisch-belarussischer Biathlet
- Papoulia, Angeliki (* 1975), griechische Schauspielerin
- Papoulias, Christos (* 1953), griechischer Architekt
- Papoulias, Georgios (1927–2009), griechischer Diplomat
- Papoulias, Karolos (1929–2021), griechischer Staatspräsident
- Papoulias, Panagiotis (* 1969), griechischer Leichtathlet
- Papouschek, Helga (* 1941), österreichische Schauspielerin und Sängerin
- Papoušek, Hanuš (1922–2000), tschechischer Kinderarzt und Hochschullehrer
- Papoušek, Mechthild (* 1940), deutsche Fachärztin für Psychiatrie und Neurologie, Entwicklungspsychologin und Eltern-Säuglings-Therapeutin
- Papoutsis, Christos (* 1953), griechischer Wirtschaftswissenschaftler und Politiker, MdEP
- Papovas, Petras (* 1947), litauischer Politiker

### Papp
- Papp, Adolf (1915–1983), österreichischer Paläontologe
- Papp, Andrea (* 1967), ungarische Badmintonspielerin
- Papp, Bertalan (1913–1992), ungarischer Säbelfechter
- Papp, Desiderius (1895–1993), österreich-ungarisch-argentinischer Journalist und Wissenschaftshistoriker
- Papp, Edgar (* 1938), deutscher Mediävist und Hochschullehrer
- Papp, Gábor (* 1972), ungarischer Badmintonspieler
- Papp, Gábor (* 1987), ungarischer Schachspieler
- Papp, George (1916–1989), US-amerikanischer Comiczeichner und Cartoonist
- Papp, Gustáv (1919–1997), slowakischer Opernsänger (Tenor)
- Papp, Ildikó (* 1982), ungarische Biathletin
- Papp, Joseph (1921–1991), US-amerikanischer Theaterregisseur, Theaterleiter und Theaterproduzent
- Papp, József (* 1955), ungarischer Badmintonspieler
- Papp, Kristóf (* 2001), ungarischer Eishockeyspieler
- Papp, Krisztina (* 1982), ungarische Langstreckenläuferin
- Papp, Lajos (1935–2019), ungarischer Komponist und Musikpädagoge
- Papp, Lajos (1944–1993), ungarischer Sportschütze
- Papp, László (1905–1989), ungarischer Ringer
- Papp, László (1926–2003), ungarischer BoxerLászló Papp (1926–2003)

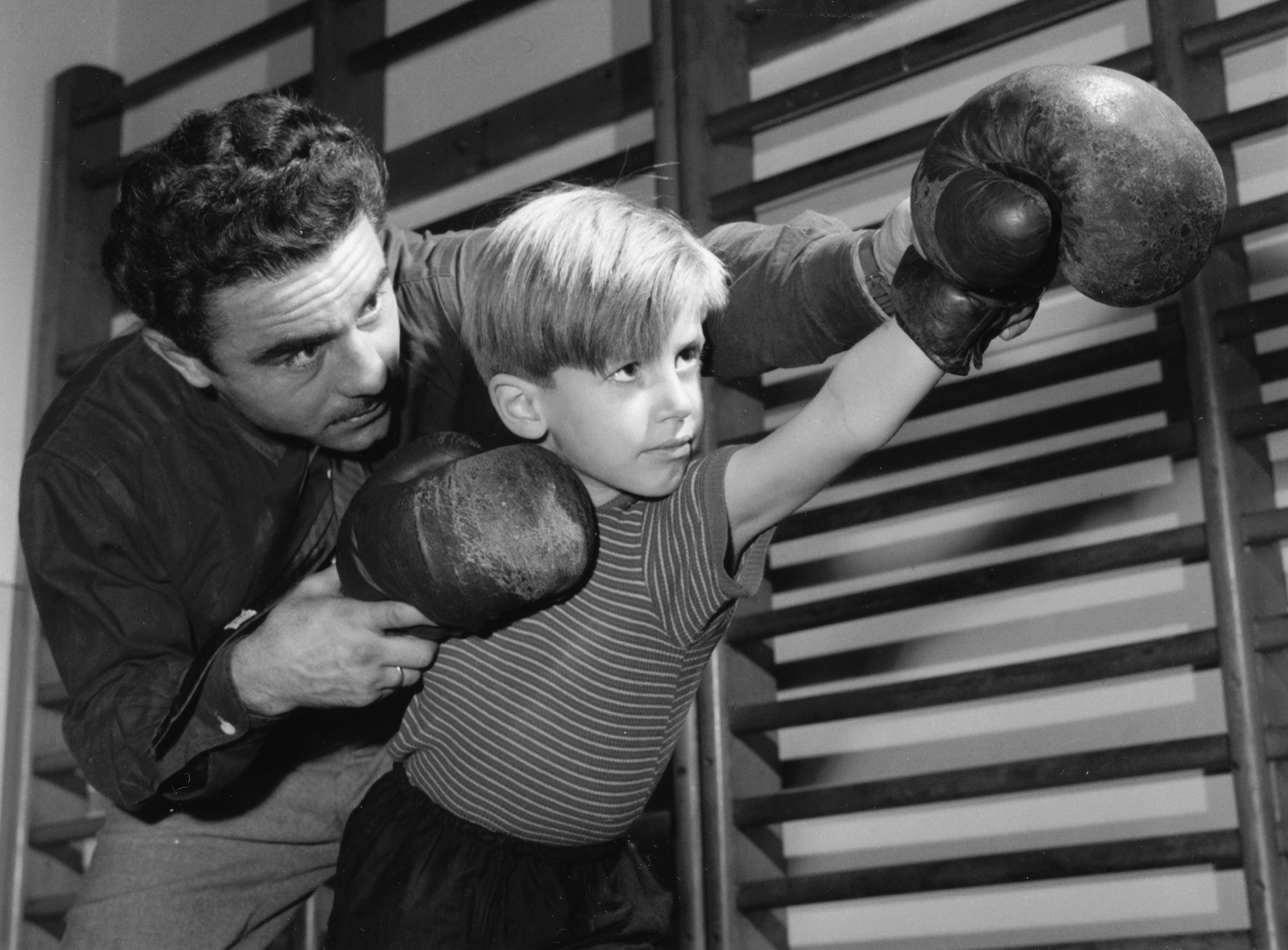
László Papp (1926–2003)

- Papp, Luca (* 2002), ungarische Fußballspielerin
- Papp, Margit (* 1948), ungarische Fünfkämpferin, Weitspringerin und Hürdenläuferin
- Papp, Nikoletta (* 1996), ungarische Handballspielerin
- Papp, Paul (* 1989), rumänischer Fußballspieler
- Papp, Petra (* 1993), ungarische Schachspielerin
- Papp, Robert J. junior (* 1952), US-amerikanischer Offizier, Commandant der United States Coast Guard
- Papp, Sarah (* 1988), deutsche Schachspielerin
- Papp, Szabolcs (* 1982), rumänischer Eishockeyspieler
- Papp-Szilágyi, Iosif (1813–1873), rumänischer Geistlicher, Bischof von Großwardein
- Pappa, Evi (* 1973), griechische Wirtschaftswissenschaftlerin
- Pappa, Marco (* 1987), guatemaltekischer Fußballspieler
- Pappa, Maria (* 1971), Schweizer Politikerin (SP)
- Pappa-Papavasilopoulou, Eftychia (* 1981), griechische Wasserspringerin
- Pappacarbone, Alferio († 1050), Begründer der Benediktinerabtei Cava de’ Tirreni, Heiliger der katholischen Kirche
- Pappacoda, Luigi († 1670), italienischer römisch-katholischer Geistlicher, Bischof von Lecce
- Pappagalli, Gennarino (1909–1990), italienischer Schauspieler
- Pappalardi, Felix (1939–1983), US-amerikanischer Produzent, Komponist, Sänger und Bassist
- Pappalardo, Adriano (* 1945), italienischer Cantautore und Schauspieler
- Pappalardo, Claudio, italienischer Theaterregisseur und Kurzfilmregisseur
- Pappalardo, Salvatore (1918–2006), italienischer Geistlicher, Erzbischof von Palermo und Kardinal
- Pappalardo, Salvatore (* 1945), italienischer Geistlicher und emeritierter römisch-katholischer Erzbischof von Syrakus
- Pappano, Antonio (* 1959), britischer Dirigent, Pianist, Musikdirektor des Royal Opera HouseAntonio Pappano (* 1959)

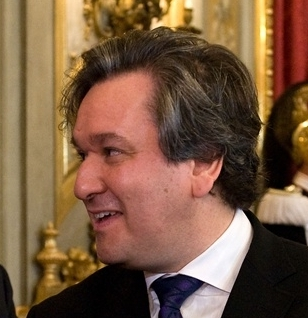
Antonio Pappano (* 1959)

- Pappas, Alexi (* 1990), griechisch-US-amerikanische Leichtathletin
- Pappas, Billy (* 1984), US-amerikanischer Tischfußballer und Pokerspieler
- Pappas, Charilaos (* 1983), griechischer Fußballspieler
- Pappas, Chris (* 1980), US-amerikanischer Politiker der Demokratischen ParteiChris Pappas (* 1980)

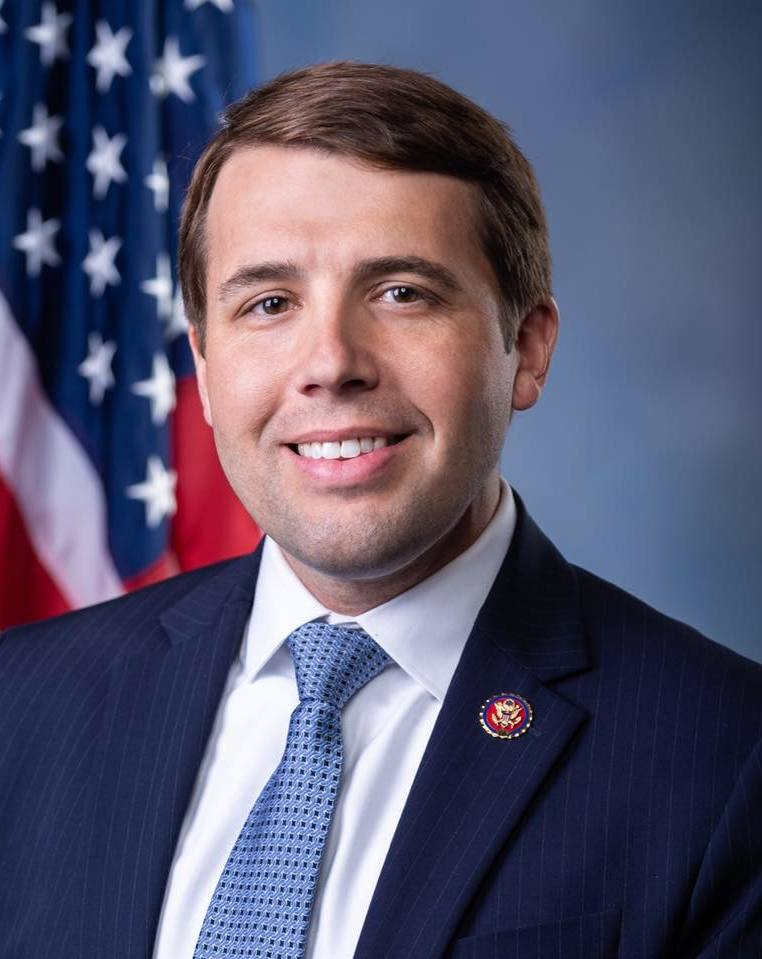
Chris Pappas (* 1980)

- Pappas, Christos, griechischer Politiker
- Pappas, Dimitri Zacharias (1921–1999), österreichischer Unternehmer
- Pappas, Dimitrios (* 1894), griechischer Diplomat
- Pappas, Dimitrios (* 1980), griechischer Fußballspieler
- Pappas, Frances (* 1964), kanadisch-griechische Opernsängerin (Mezzosopran)
- Pappas, Georg (1928–2008), österreichischer Unternehmer
- Pappas, Gilles Del (* 1949), französischer Photograph, Maler und Schriftsteller
- Pappas, Harry († 2011), US-amerikanischer Basketballtrainer
- Pappas, Michael J. (* 1960), US-amerikanischer Politiker
- Pappas, Michail (* 1998), griechischer Sprinter
- Pappas, Nikolaos (* 1990), griechischer Basketballspieler und Politiker
- Pappas, Nikos (1930–2013), griechischer Admiral
- Pappas, Nikos (* 1976), griechischer Wirtschaftswissenschaftler und Politiker
- Pappas, Tom (* 1976), US-amerikanischer Leichtathlet
- Pappe, Christel (1935–2016), deutsche Politikerin (SED), MdV, Mitglied des Staatsrats der DDR
- Pappe, Ilan (* 1954), israelischer HistorikerIlan Pappe (* 1954)

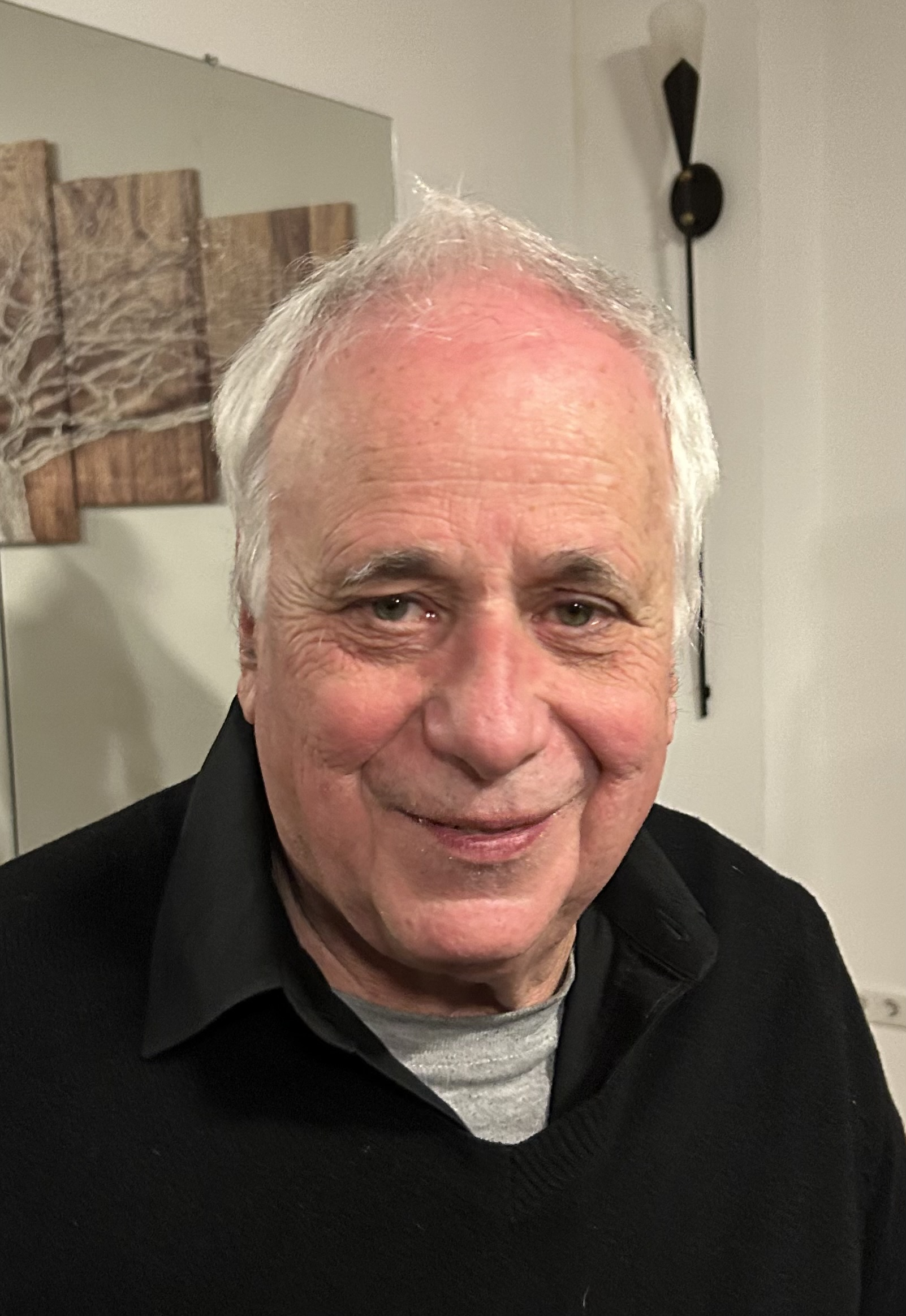
Ilan Pappe (* 1954)

- Pappe, Karl Wilhelm Ludwig (1803–1862), deutscher Botaniker
- Pappé, Stuart H. (* 1936), US-amerikanischer Filmeditor
- Pappé, Wadim Michailowitsch (* 1942), russischer Kunsthistoriker
- Pappel, Paulita (* 1987), spanische Pornodarstellerin, Filmproduzentin und Filmregisseurin
- Pappelbaum, Jan (* 1966), deutscher Bühnenbildner
- Pappelbaum, Siegfried (1937–2020), deutscher Schauspieler, Kabarettist und Hörspielsprecher
- Pappenberger, Hans (1906–1977), deutscher Kommunalpolitiker
- Pappenberger, Reinhard (* 1958), deutscher Theologe und Weihbischof im Bistum Regensburg
- Pappenheim, Albert von (1777–1860), bayerischer General der Kavallerie, Abgeordneter
- Pappenheim, Alexander von (1435–1511), schwäbischer Adliger
- Pappenheim, Alexander von (1530–1612), deutscher Reichserbmarschall und kaiserlicher Rat
- Pappenheim, Anna von (1570–1635), deutsche Adlige
- Pappenheim, Artur (1870–1916), deutscher Haematologe
- Pappenheim, Bertha (1859–1936), österreichisch-deutsche Frauenrechtlerin
- Pappenheim, Christoph Ulrich von (1546–1599), Reichserbmarschall und der letzte Repräsentant der Linie Pappenheim-Gräfenthal
- Pappenheim, Christoph von (1492–1539), Fürstbischof zu Eichstätt
- Pappenheim, Christoph von (1538–1569), Marschall
- Pappenheim, Clemens zu (1822–1904), königlich bayerischer Regierungsbeamter
- Pappenheim, Conrad von († 1482), Jägermeister unter Herzog Wilhelm III. sowie herzoglicher Rat und sächsischer Hofmeister
- Pappenheim, Conrad von (1534–1603), kaiserlicher Oberst
- Pappenheim, Else (1911–2009), US-amerikanische Psychoanalytikerin
- Pappenheim, Eugen (1831–1901), deutscher Lehrer und Pädagoge
- Pappenheim, Eugenie († 1924), österreichisch-amerikanische Opernsängerin (Sopran)
- Pappenheim, Fritz (1902–1964), US-amerikanischer Soziologe deutscher Herkunft
- Pappenheim, Georg von (1430–1485), Begründer der Treuchtlinger Linie derer von Pappenheim
- Pappenheim, Gertrud (1871–1964), deutsche Kindergärtnerin und Fröbelpädagogin
- Pappenheim, Gottfried Heinrich zu (1594–1632), Befehlshaber eines Reiterregimentes in Diensten des habsburgischen KaisersGottfried Heinrich zu Pappenheim (1594–1632)

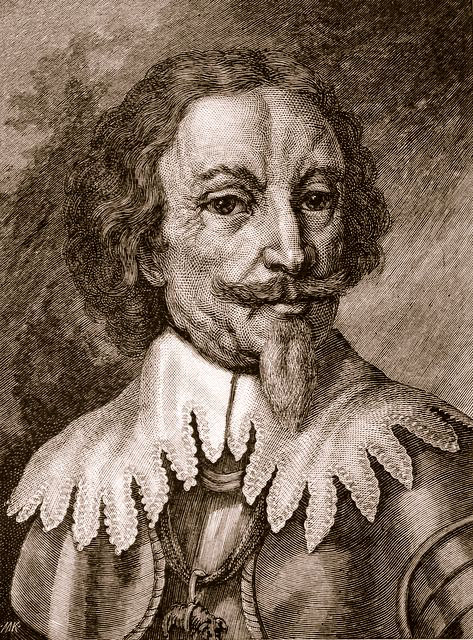
Gottfried Heinrich zu Pappenheim (1594–1632)

- Pappenheim, Günter (1925–2021), deutscher SED-Funktionär, Vorsitzender des Rats des Bezirks Potsdam und Funktionär von Häftlingskomitees
- Pappenheim, Hans (1908–1973), deutscher Kunsthistoriker
- Pappenheim, Haupt II. von (1380–1438), Reichserbmarschall
- Pappenheim, Heinrich Burghard I. von († 1547), Landvogt des Fürststifts Kempten in Bayern
- Pappenheim, Heinrich von, kaiserlicher Rat
- Pappenheim, Heinrich XII. von († 1511), Reichspfleger von Donauwörth, sowie Land- und Stadtvogt von Augsburg
- Pappenheim, Heinrich XIII. von († 1590), erzherzöglicher Rat von Österreich, Bayerischer Rat und Pfleger in Wemding im Ries
- Pappenheim, Joachim III. von (1571–1599), deutscher Adliger
- Pappenheim, Joachim von (1490–1536), Erbauer der Burg Neu-Kalden bei Altusried
- Pappenheim, Karl Theodor von (1771–1853), bayerischer Feldzeugmeister, letzter regierender Graf von Pappenheim
- Pappenheim, Ludwig (1887–1934), deutscher Politiker (SPD)
- Pappenheim, Ludwig Magnus zu (1862–1905), bayerischer Hauptmann und Politiker
- Pappenheim, Marie (1882–1966), österreichische Sozialistin, Schriftstellerin, Librettistin und ÄrztinMarie Pappenheim (1882–1966)

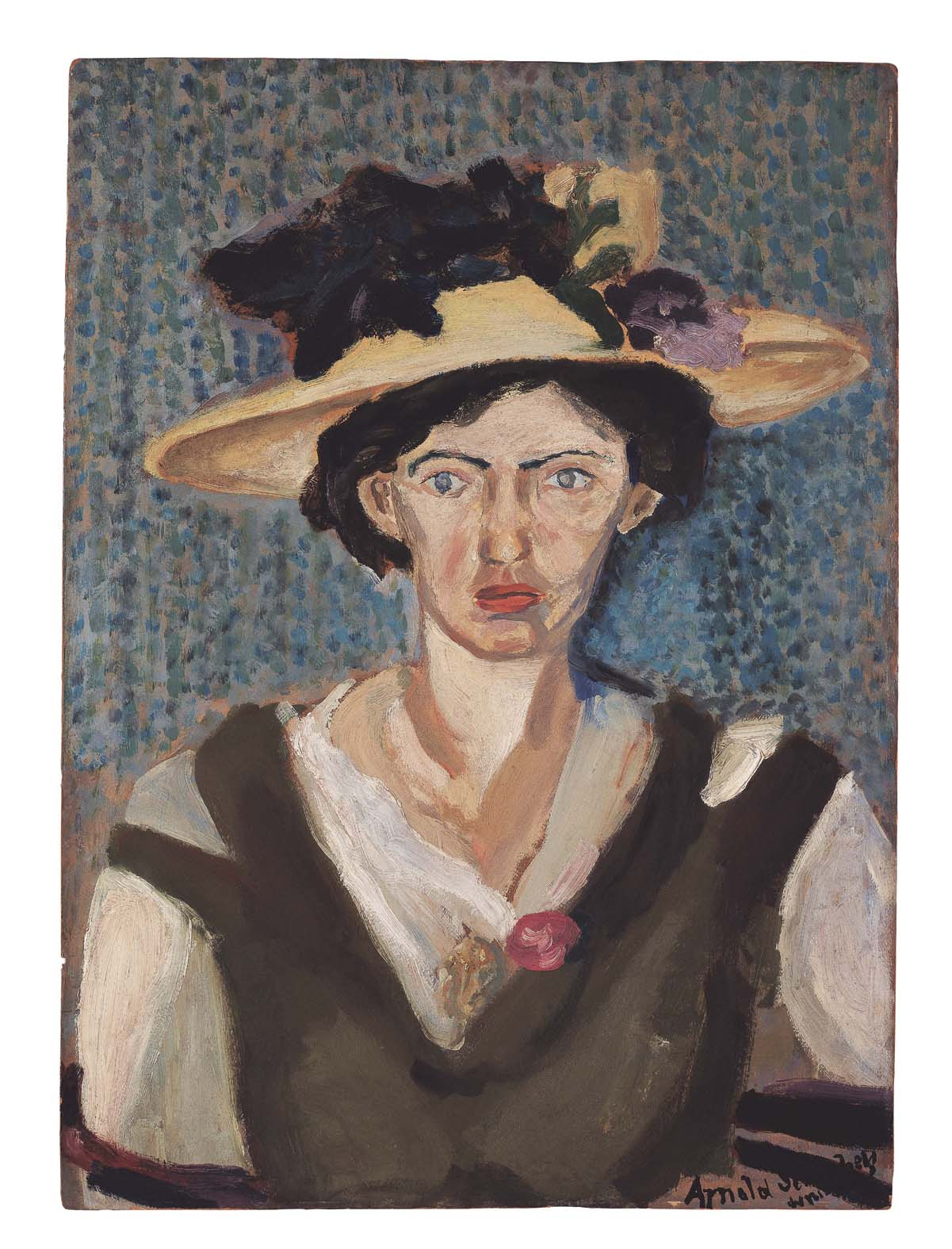
Marie Pappenheim (1882–1966)

- Pappenheim, Martin (1881–1943), österreichischer Neurologe und Psychiater
- Pappenheim, Matthäus von (1458–1541), deutscher Kanoniker und Humanist
- Pappenheim, Max (1860–1934), deutscher Hochschullehrer für Deutsches Recht und Handelsrecht
- Pappenheim, Maximilian von (1580–1639), Landgraf von Stühlingen im Klettgau
- Pappenheim, Paul (1878–1945), deutscher Zoologe und zweiter Direktor des Zoologischen Museums Berlin (1926–1938)
- Pappenheim, Philipp von (1542–1619), führte den calvinistischen Glauben in Grönenbach ein
- Pappenheim, Samuel Moritz (1811–1882), deutscher Mediziner
- Pappenheim, Sebastian von († 1536), Hofbeamter, sächsischer Rat, Inhaber des Seniorats des Reichserbmarschallamtes (ab 1529)
- Pappenheim, Sigmund von (1434–1496), Stammvater der Alezheimer Linie von Pappenheim
- Pappenheim, Veit zu (1535–1600), Reichserbmarschall
- Pappenheim, Wilhelm von († 1508), Herr auf Burg Rothenstein
- Pappenheim, Wilhelm von (1569–1621), Marschall und Erbauer des Oberen Schlosses in Markt Berolzheim
- Pappenheim, Wolfgang Christoph von (1567–1635), Marschall und Inhaber des Seniorats des Hauses Pappenheim
- Pappenheim, Wolfgang von († 1558), kaiserlicher Rat aus dem Adelsgeschlecht derer von Pappenheim
- Pappenheim, Wolfgang von (1535–1585), Reichserbmarschall
- Pappenheimer (* 1983), deutscher DJ
- Pappenheimer, Alwin M. (1908–1995), US-amerikanischer Chemiker und Bakteriologe
- Pappenheimer, John (1915–2007), amerikanischer Physiologe
- Pappenheimer, Ruth (1925–1944), deutsches Opfer des Holocaust
- Papperger, Armin (* 1963), deutscher Manager
- Papperitz, Doris (* 1948), deutsche Sportjournalistin
- Papperitz, Erwin (1857–1938), deutscher Mathematiker
- Papperitz, Georg (1846–1918), deutscher Maler, Dichter und Bildhauer
- Papperitz, Robert (1826–1903), deutscher Organist und Hochschullehrer
- Pappermann, Ernst (1942–2011), deutscher Jurist
- Pappermann, Friedrich (1909–1995), deutscher Kunstsammler und Stifter
- Pappert, Christine (* 1968), deutsche Synchronsprecherin und Schauspielerin
- Pappert, Michael (* 1957), deutscher Basketballspieler
- Pappert, Robert (1930–2010), deutscher Komponist, Organist und Dirigent
- Pappi, Franz Urban (* 1939), deutscher Soziologe, Politikwissenschaftler und Hochschullehrer
- Pappie, Kraantje (* 1986), niederländischer Hip-Hop-Künstler, Rapper und Fernsehmoderator
- Pappier, Ralph (1914–1998), deutsch-argentinischer Filmregisseur, Art Director, Szenenbildner und Filmschauspieler
- Pappin, Bernard Francis (1928–1998), kanadischer Geistlicher und römisch-katholischer Weihbischof in Sault Sainte Marie
- Pappin, Jim (1939–2022), kanadischer Eishockeyspieler, -trainer und -scout
- Pappin, Veryan (* 1958), britischer Hockeyspieler
- Pappoe, Emmanuel (* 1981), ghanaischer Fußballspieler
- Pappolus, Bischof von Chartres
- Pappolus, Bischof von Metz
- Pappos, griechischer Mathematiker
- Pappritz, Anna (1861–1939), deutsche Frauenrechtlerin und Abolitionistin
- Pappritz, Curt von (1854–1932), deutscher Rittergutsbesitzer und Parlamentarier
- Pappritz, Erica (1893–1972), deutsche Diplomatin und SkandalautorinErica Pappritz (1893–1972)

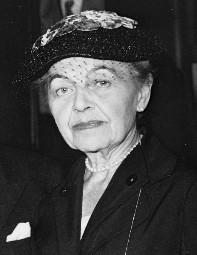
Erica Pappritz (1893–1972)

- Pappritz, Fritz von (1832–1924), preußischer Generalleutnant
- Pappritz, Günther von (1856–1936), preußischer General der Kavallerie sowie Gouverneur von Königsberg im Ersten Weltkrieg
- Pappritz, Juliane (1767–1806), deutsche Sängerin, Mitbegründerin der Berliner Singakademie und Noten-Kopistin
- Papps, Michael (1932–2022), australischer Sportschütze
- Papps, Peter (* 1939), australischer Sportschütze
- Pappus von Tratzberg, Franciscus (1673–1753), Benediktinerabt
- Pappus von Tratzberg, Leonard (1607–1677), Historiker
- Pappus, Johannes (1549–1610), lutherischer Theologe und Konfessionalist
- Pappusamy, Antony (* 1949), indischer Geistlicher, römisch-katholischer Erzbischof von Madurai
- Pappusch, Waldemar (1936–2024), deutscher Handballspieler und -trainer

### Papr
- Paprčiak, Matěj (* 1991), tschechischer Fußballspieler
- Paprikow, Stefan (1858–1920), bulgarischer Militärangehöriger und Politiker
- Paprion, Ignaz (1752–1812), Südtiroler Historiker, Heimatfreund und Seelsorger
- Papritz, Adrien (* 1987), luxemburgisch-deutscher Schauspieler
- Papritz, Johannes (1898–1992), deutscher Historiker und Archivar
- Paprnáková, Aneta, slowakische Squashspielerin
- Paprocki, Bartosz († 1614), polnischer Schriftsteller, Historiker, Übersetzer, Dichter und Heraldiker
- Paprocki, Bogdan (1919–2010), polnischer Opernsänger (Tenor)
- Paprocki, Thomas John (* 1952), US-amerikanischer Geistlicher, römisch-katholischer Bischof von Springfield in Illinois
- Paproski, Steve (1928–1993), kanadischer Politiker und Canadian-Football-Spieler
- Paproth, Eva (* 1928), deutsche Paläontologin
- Paproth, Hans-Joachim (1942–2007), deutscher Ethnologe
- Paprotny, Thorsten (* 1971), deutscher römisch-katholischer Philosoph, Literaturkritiker und Autor
- Paprotta, Astrid (* 1957), deutsche Schriftstellerin
- Papruha, Ihar (* 1970), belarussischer Handballspieler und -trainer

### Paps
- Papsch, Dietrich (* 1938), deutscher Schriftsteller, Umweltaktivist
- Papsch, Manuel (* 1985), österreichischer Handballspieler
- Papsdorf, Richard (1893–1970), deutscher Maler
- Papst, Ernst (1843–1921), deutscher Unternehmer in Aue in Sachsen
- Papst, Eugen (1886–1956), deutscher Komponist und Hochschullehrer
- Papst, Georg (1935–2012), deutscher Elektroingenieur und Unternehmer
- Papst, Hermann (1902–1981), deutscher Elektrotechniker
- Papst, Johann Georg Friedrich (1754–1821), deutscher evangelischer Theologe und Philosoph
- Papst, Manfred (* 1956), Schweizer Journalist
- Papst, Robert (* 1960), deutscher Gitarrist, Musikproduzent und Komponist für Rockmusik, Musik für Werbespots und TV-Dokumentationen sowie für FilmmusikRobert Papst (* 1960)

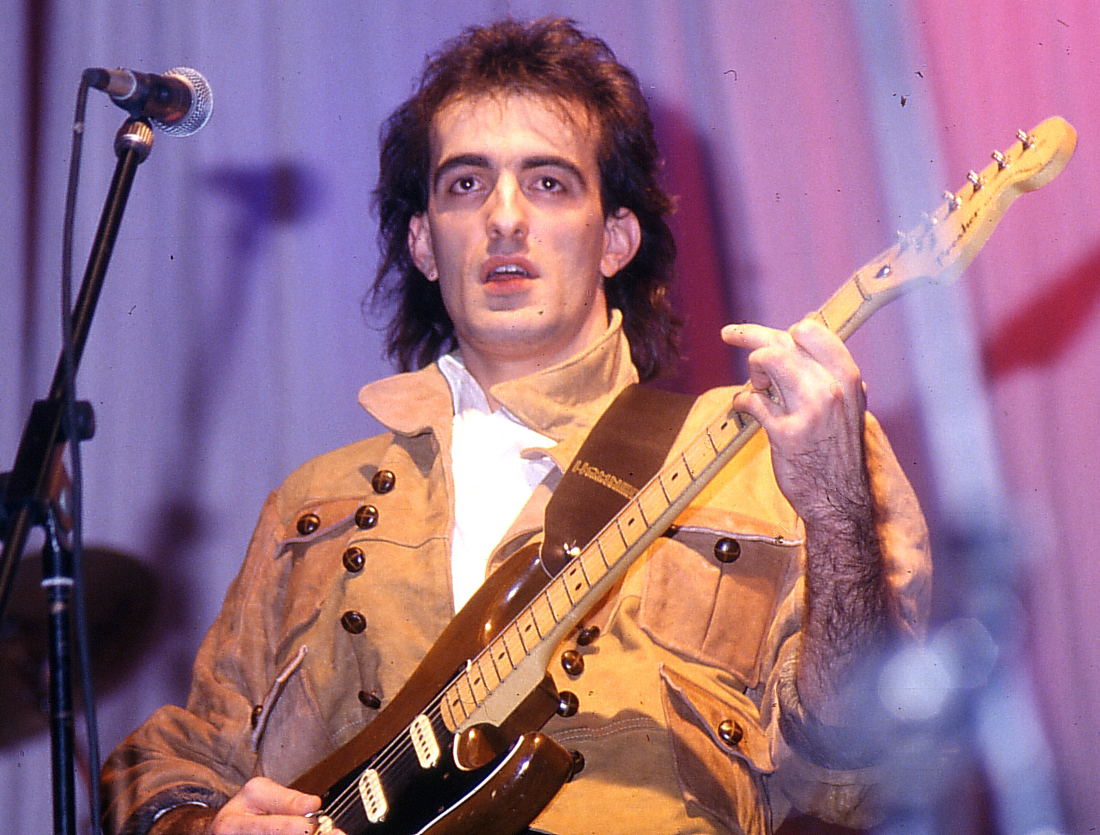
Robert Papst (* 1960)

- Papst, Walter (1924–2008), deutscher Industriedesigner und Schriftsteller
- Papst-Dippel, Claudia (* 1963), deutsche Heilpraktikerin und Politikerin (parteilos, AfD), MdL
- Papstein, Björn (* 1975), deutscher Radrennfahrer
- Papstein, Jakob Christoph von (1718–1789), preußischer Generalmajor, Kommandeur des Dragonerregiments Nr. 8
- Papstein, Karl Friedrich von (1679–1733), preußischer Generalmajor, Chef des Kürassierregiments Nr. 7
- Papstein, Otto von (1820–1894), preußischer Generalmajor, Kommandeur der 10. Infanterie-Brigade
- Papšys, Marius (* 1989), litauischer Fußballspieler

### Papu
- Papuaschwili, Giorgi (* 1972), georgischer Politiker und Jurist
- Papuaschwili, Schalwa (* 1976), georgischer Politiker, Präsident des georgischen Parlaments
- Papula, Dagmar (* 1947), österreichische Schauspielerin und Autorin
- Papula, Lothar (* 1941), deutscher Naturwissenschaftler, Hochschullehrer und Autor
- Papunaschwili, Giorgi (* 1995), georgischer Fußballspieler
- Papur, Abdullah (1945–1989), alevitischer Volkssänger
- Papură, Corneliu (* 1973), rumänischer Fußballspieler und -trainer
- Papus (1865–1916), französischer Okkultist und EsoterikerPapus (1865–1916)

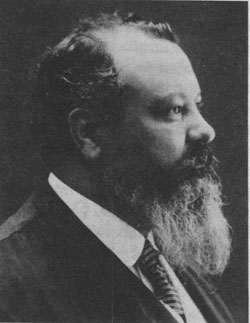
Papus (1865–1916)

### Papy
- Papy, Faty (1990–2019), burundischer Fußballspieler
- Papy, Georges (1920–2011), belgischer Mathematiker
- Papyrensis, Sextus Placitus, spätantiker Kompilator